# سودان
سودان با نام رسمی جمهوری سودان کشوری در شمال شرقی آفریقا است. این کشور از جنوب‌غربی با جمهوری آفریقای مرکزی، از غرب با چاد، از شمال‌غربی با لیبی، از شمال با مصر، از شرق با دریای سرخ، از جنوب‌شرقی با اریتره و اتیوپی، و از جنوب با سودان جنوبی همسایه است. جمعیت سودان در سال ۲۰۲۴، ۵۰ میلیون نفر برآورد شده‌است و مساحت آن ۱٬۸۸۶٬۰۶۸ کیلومتر مربع (۷۲۸٬۲۱۵ مایل مربع) است که آن را به سومین کشور بزرگ آفریقا از نظر مساحت تبدیل می‌کند. پایتخت و پرجمعیت‌ترین شهر سودان خارطوم است.
منطقه‌ای که اکنون سودان نام دارد شاهد خُرْموسان (حدود ۴۰۰۰۰ تا ۱۶۰۰۰ پیش از میلاد)، فرهنگ هالفان (حدود ۲۰۵۰۰ تا ۱۷۰۰۰ پیش از میلاد)، سبیلیان (حدود ۱۳۰۰۰ تا ۱۰۰۰۰ پیش از میلاد)، فرهنگ قدان (حدود ۱۵۰۰۰ تا ۵۰۰۰ پیش از میلاد)، جنگ جبل صحابه، که قدیمی‌ترین جنگ شناخته‌شده در جهان است، در حدود ۱۱۵۰۰ پیش از میلاد، فرهنگ الف (حدود ۳۸۰۰ تا ۳۱۰۰ پیش از میلاد)، پادشاهی کرمه (حدود ۲۵۰۰ تا ۱۵۰۰ پیش از میلاد)، پادشاهی نوین مصر (حدود ۱۵۰۰ تا ۱۰۷۰ پیش از میلاد)، و پادشاهی کوش (حدود ۷۸۵ پیش از میلاد تا ۳۵۰ میلادی) بوده‌است. پس از سقوط کوش، نوبی‌ها سه پادشاهی مسیحی نوباتیا، پادشاهی مقره، و پادشاهی علوه را تشکیل دادند. بین سده‌های ۱۴ و ۱۵، بیشتر سودان به‌تدریج توسط عرب‌های کوچ‌نشین ساکن شد. از سدهٔ ۱۶ تا ۱۹، سودان مرکزی و شرقی زیر سلطهٔ پادشاهی فنج و دارفور در غرب و عثمانی‌ها در شرق بود.
در سدهٔ ۱۹، سراسر سودان به‌دست مصریان تحت خاندان محمد علی فتح شد. شورش مذهبی-ملی‌گرایانه در قیام مهدی درگرفت که در آن نیروهای مهدی سرانجام توسط نیروی مشترک نظامی مصر و بریتانیا شکست خوردند. در ۱۸۹۹، تحت فشار بریتانیا، مصر با تقسیم حاکمیت بر سودان با بریتانیا به‌عنوان یک کن‌دومینیوم موافقت کرد. در عمل، سودان مانند یک مستعمرهٔ بریتانیا اداره می‌شد. انقلاب ۱۹۵۲ مصر سلطنت را سرنگون کرد و خواستار خروج نیروهای بریتانیایی از سراسر مصر و سودان شد. محمد نجیب، یکی از دو رهبر انقلاب و نخستین رئیس‌جمهور مصر، نیمه‌سودانی بود و در سودان بزرگ شد. او استقلال سودان را به اولویت دولت انقلابی تبدیل کرد. در ۱ ژانویه ۱۹۵۶، سودان به‌عنوان یک کشور مستقل اعلام شد.
پس از استقلال سودان، رژیم جعفر نمیری حکومت اسلام‌گرایانه را آغاز کرد. این امر شکاف میان شمال اسلامی، مرکز حکومت، و انیمیست‌ها و مسیحیان جنوب را تشدید کرد. تفاوت‌های زبانی، مذهبی و قدرت سیاسی به جنگ داخلی میان نیروهای دولتی، تحت تأثیر اخوان‌المسلمین سودان، و شورشیان جنوبی، که بانفوذترین جناح آن‌ها ارتش آزادی‌بخش خلق سودان بود، انجامید که سرانجام به استقلال سودان جنوبی در ۲۰۱۱ منجر شد. بین سال‌های ۱۹۸۹ تا ۲۰۱۹، دیکتاتوری نظامی به رهبری عمر البشیر به‌مدت ۳۰ سال بر سودان حکومت کرد و مرتکب نقض حقوق بشر گسترده، از جمله شکنجه، آزار اقلیت‌ها، اتهام حمایت از تروریسم جهانی و نسل‌کشی دارفور از ۲۰۰۳ تا ۲۰۲۰ شد. در مجموع، این رژیم حدود ۳۰۰٬۰۰۰ تا ۴۰۰٬۰۰۰ نفر را کشت. اعتراضات در ۲۰۱۸ خواستار کناره‌گیری بشیر شد که به کودتایی در ۱۱ آوریل ۲۰۱۹ و زندانی‌شدن او انجامید. سودان هم‌اکنون درگیر جنگ داخلی سودان (۲۰۲۳–اکنون) میان دو جناح رقیب، نیروهای مسلح سودان (SAF) و نیروهای واکنش سریع (RSF) است.
اسلام دین رسمی سودان بود و قوانین اسلامی از ۱۹۸۳ تا ۲۰۲۰ که کشور به یک دولت سکولار تبدیل شد، اجرا می‌شد. سودان یک کشور کمتر توسعه‌یافته و از فقیرترین کشورهای جهان است، که در سال ۲۰۲۴ در رتبهٔ ۱۷۰ شاخص توسعهٔ انسانی و رتبهٔ ۱۸۵ فهرست کشورها بر پایهٔ سرانهٔ تولید ناخالص داخلی (اسمی) قرار داشت. اقتصاد سودان عمدتاً به کشاورزی متکی است که به‌دلیل تحریم‌های بین‌المللی و انزوا، و همچنین تاریخچهٔ بی‌ثباتی داخلی و خشونت‌های جناحی محدود شده‌است. بخش عمدهٔ سودان خشک است و بیش از ۶۰٪ جمعیت آن در فقر زندگی می‌کنند. سودان عضو سازمان ملل متحد، اتحادیهٔ عرب، اتحادیهٔ آفریقا، بازار مشترک برای شرق و جنوب آفریقا، جنبش عدم تعهد و سازمان همکاری اسلامی است.

## ریشه‌شناسی
نام کشور «سودان» به‌طور تاریخی به منطقهٔ وسیع ساحل صحرا در غرب آفریقا، در غرب سودان امروزی، اطلاق می‌شده است. در گذشته، سودان هم به منطقهٔ جغرافیایی‌ای که از سنگال در ساحل اقیانوس اطلس تا شمال‌شرقی آفریقا کشیده می‌شد و هم به سودان امروزی اشاره داشت.
این نام از عبارت عربی بلاد السودان به‌معنای «سرزمین سیاهان» گرفته شده است. این نام یکی از چندین جای‌نام‌شناسی با ریشه‌های مشابه است که به رنگ بسیار تیرهٔ پوست مردم بومی اشاره دارد. پیش از این، سودان را «نوبیا» و «تا نحسی» یا «تا ستی» می‌نامیدند که مصر باستانیان بر اساس نام کمانداران یا تیراندازان نوبی و مدجای به‌کار می‌بردند.
از سال ۲۰۱۱، گاهی به سودان با عنوان «سودان شمالی» نیز اشاره می‌شود تا آن را از سودان جنوبی متمایز کنند.

## تاریخ

### سودان پیشاتاریخ (پیش از حدود ۸۰۰۰ پیش از میلاد)

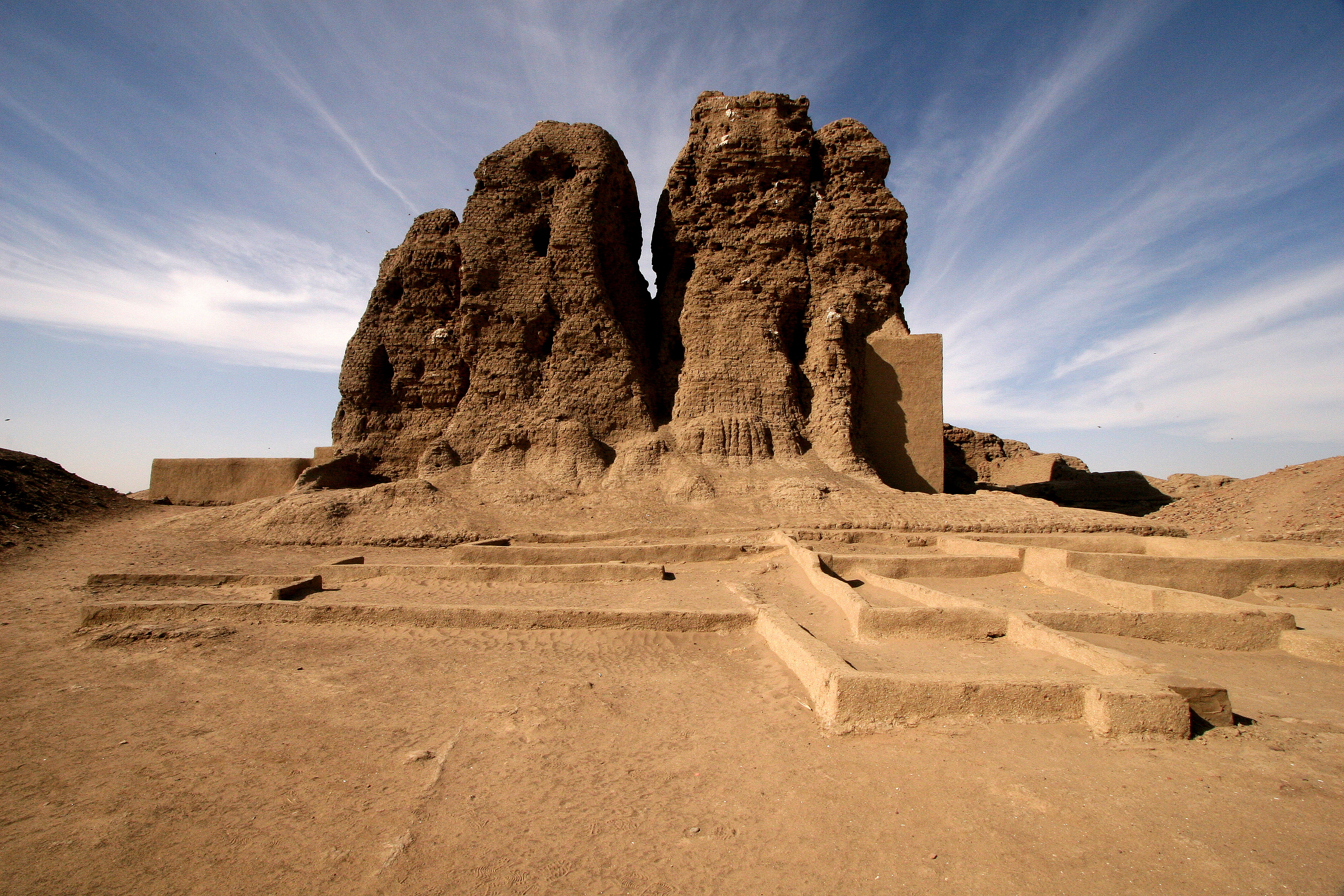
معبد بزرگ خشتی که به نام دِفوُفای غربی شناخته می‌شود، در شهر باستانی کرمه

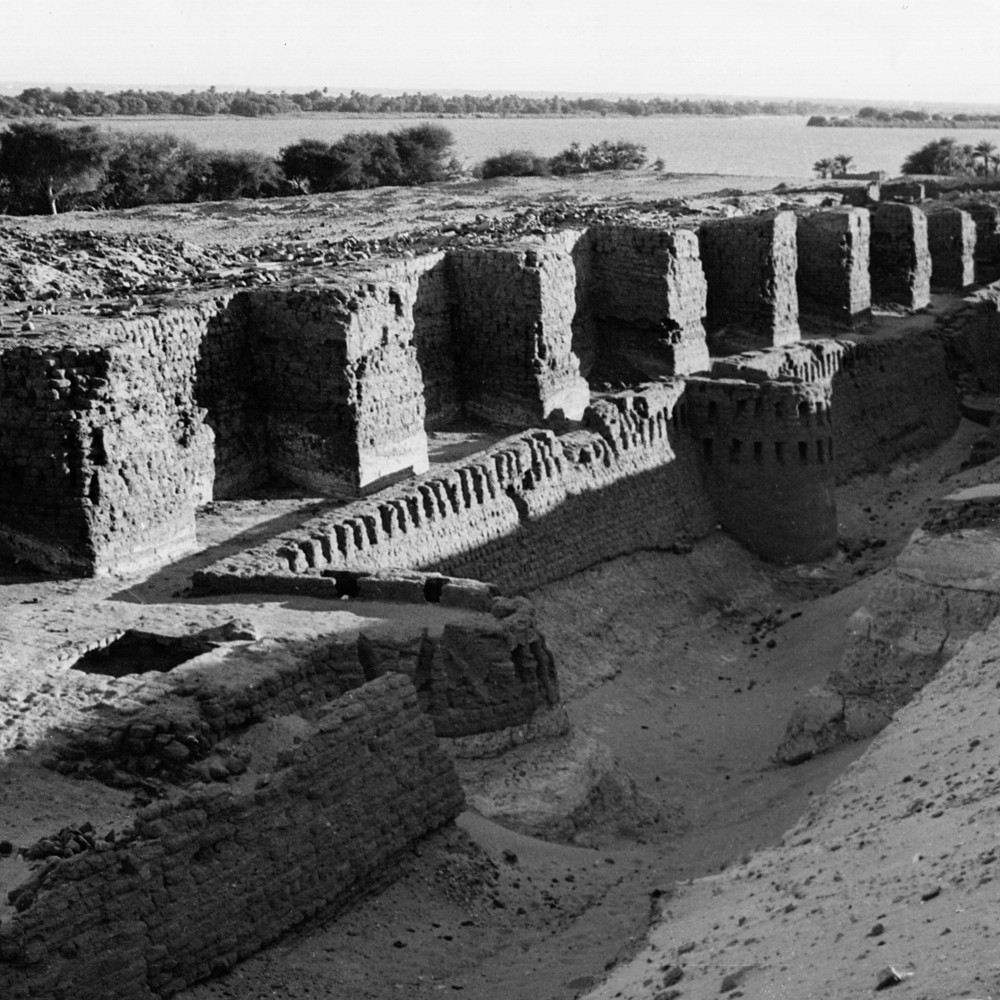
دژ بوهین، متعلق به پادشاهی میانه که در پادشاهی نو بازسازی شده است (حدود ۱۲۰۰ پیش از میلاد)

افاد ۲۳ یک محوطهٔ باستانی در منطقهٔ اَفاد در جنوب ناحیهٔ دونگولا در شمال سودان است، که «بقایای به‌خوبی حفظ‌شدهٔ اردوگاه‌های پیشاتاریخ (بازماندهٔ قدیمی‌ترین کلبهٔ روباز جهان) و مکان‌های گوناگون شکار و گردآوری به قدمت حدود ۵۰٬۰۰۰ سال» را در خود جای داده است.
تا هزارهٔ هشتم پیش از میلاد، مردم یک فرهنگ دوران نوسنگی در روستاهای مستحکم خشت خام به زندگی یکجانشینی روی آوردند، و در کنار شکار و ماهی‌گیری در نیل، به گردآوری غلات و دامداری نیز می‌پرداختند. مردمان نوسنگی گورستان‌هایی همچون آر۱۲ را ایجاد کردند. در هزارهٔ پنجم پیش از میلاد، مهاجرت‌هایی از صحرای رو به خشکی، مردم نوسنگی را به همراه کشاورزی به درهٔ نیل آورد.
جمعیتی که از این آمیزش فرهنگی و ژنتیکی پدید آمد، طی سده‌های بعد یک سلسله‌مراتب اجتماعی ایجاد کرد که در حدود ۲۵۰۰ پیش از میلاد به فرهنگ کرمه تبدیل شد. پژوهش‌های انسان‌شناسی و باستان‌شناسی نشان می‌دهد که در دورهٔ پیشاسلسله‌ای، نوبیا و مصر علیای نگادایی از نظر قومی و فرهنگی تقریباً یکسان بودند و بنابراین، هم‌زمان نظام‌های پادشاهی فرعونی را تا ۳۳۰۰ پیش از میلاد توسعه دادند.

### فرهنگ کرمه (۲۵۰۰–۱۵۰۰ پیش از میلاد)
فرهنگ کرمه یک تمدن اولیه بود که در کرمه متمرکز بود. این فرهنگ از حدود ۲۵۰۰ پ. م تا ۱۵۰۰ پ. م در نوبهٔ باستان شکوفا بود. فرهنگ کرمه در بخش جنوبی نوبه یا «نوبهٔ علیا» (در بخش‌هایی از سودان شمالی و مرکزی امروزی) قرار داشت و بعدها دامنهٔ خود را به سوی شمال، به نوبهٔ سفلی و مرز مصر گسترش داد. به‌نظر می‌رسد این حکومت یکی از چندین دولت نیل در دوران پادشاهی میانهٔ مصر بوده است. در واپسین دورهٔ پادشاهی کرمه، که از حدود ۱۷۰۰ تا ۱۵۰۰ پ. م ادامه داشت، این پادشاهی، قلمرو سودانی صای را در خود ادغام کرد و به یک امپراتوری بزرگ و پرجمعیت تبدیل شد که با مصر برابری می‌کرد.

### نوبیای مصر (۱۵۰۴–۱۰۷۰ پیش از میلاد)

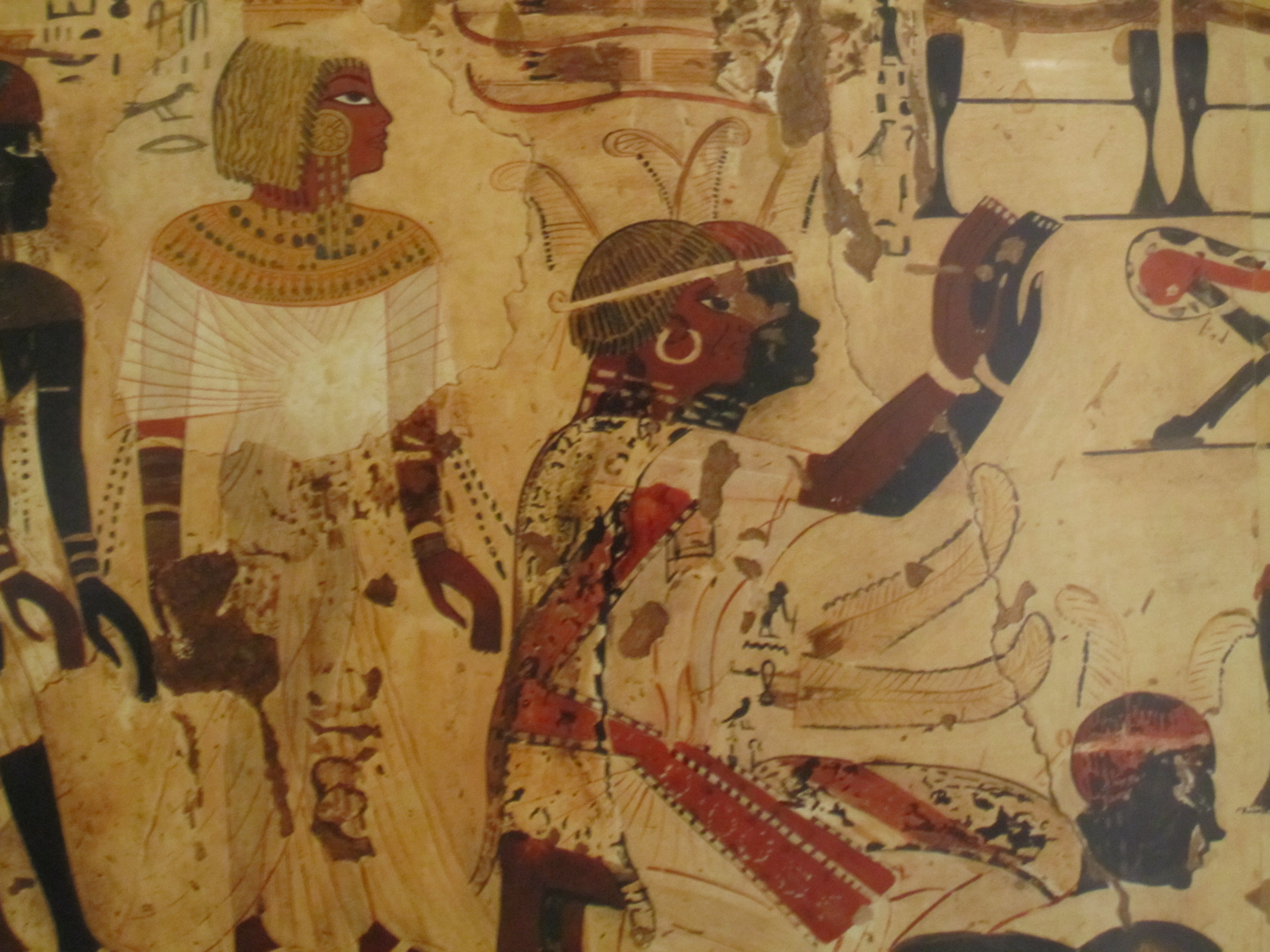
شاهزادهٔ نوبی هقانفر که خراج را برای پادشاه مصری توت‌عنخ‌آمون می‌آورد، دودمان هجدهم، آرامگاه هوی. c. ۱۳۴۲ – c. ۱۳۲۵ پ. م

منتوحتپ دوم، بنیان‌گذار پادشاهی میانهٔ مصر در سدهٔ بیست‌ویکم پ. م، بنا بر گزارش‌ها در سال‌های بیست‌ونهم و سی‌ویکم سلطنتش، لشکرکشی‌هایی علیه کوش انجام داد. این قدیمی‌ترین اشارهٔ مصری به «کوش» است؛ منطقهٔ نوبه در دوران پادشاهی کهن با نام‌های دیگری شناخته می‌شد. در زمان تحوتموس یکم، مصر چندین لشکرکشی به جنوب انجام داد. مصریان حکومت کوش را در پادشاهی نو از زمانی آغاز کردند که پادشاه مصری، تحوتموس یکم، کوش را اشغال و پایتخت آن، کرمه، را ویران کرد.
این امر در نهایت به الحاق نوبه در حدود ح. ۱۵۰۴ پ. م انجامید. حدود ۱۵۰۰ پ. م، نوبه در پادشاهی نوین مصر ادغام شد، اما شورش‌ها برای سده‌ها ادامه یافت. پس از فتح، فرهنگ کرمه بیش‌ازپیش مصری شد، با این حال شورش‌ها تا ح. ۱۳۰۰ پ. م به مدت ۲۲۰ سال ادامه داشت. با این وجود، نوبه به استانی کلیدی از پادشاهی نو تبدیل شد؛ از نظر اقتصادی، سیاسی و معنوی. در واقع، آیین‌های بزرگ فرعونی در جبل برکل نزدیک ناپاتا برگزار می‌شد. به‌عنوان یک مستعمرهٔ مصری از سدهٔ شانزدهم پ. م، نوبه («کوش») توسط یک نایب‌السلطنهٔ مصری کوش اداره می‌شد.
مقاومت کوشِ همسایه در برابر حکومت دودمان هجدهم اولیهٔ مصر، در نوشته‌های اَحمُس پسر اِبانا، جنگجوی مصری که تحت فرمان نِب‌پِحتی‌را اَحمُس (۱۵۳۹–۱۵۱۴ پ. م)، جِزِرکارا آمنهوتپ یکم (۱۵۱۴–۱۴۹۳ پ. م)، و آخه‌پرکارا تحوتموس یکم (۱۴۹۳–۱۴۸۱ پ. م) خدمت می‌کرد، گواهی شده است. در پایان دورهٔ دوم میانی مصر (میانهٔ سدهٔ شانزدهم پ. م)، مصر با دو تهدید وجودی روبه‌رو بود — هیکسوس در شمال و کوشیان در جنوب. بر پایهٔ کتیبه‌های زندگینامه‌ای بر دیوارهای آرامگاه‌ـنیایشگاهش، مصریان لشکرکشی‌هایی برای شکست کوش و فتح نوبه تحت فرمان آمنحتپ یکم (۱۵۱۴–۱۴۹۳ پ. م) انجام دادند. در نوشته‌های اَحمُس، کوشیان به‌عنوان کمانداران توصیف شده‌اند: «اکنون پس از آنکه اعلی‌حضرت بَدَویان آسیا را کشت، به سوی نوبهٔ علیا حرکت کرد تا کمانداران نوبی را نابود کند». نوشته‌های آرامگاه دو اشارهٔ دیگر به کمانداران نوبی کوش دارد. تا سال ۱۲۰۰ پ. م، حضور مصر در ناحیهٔ دونگولا به‌کلی از میان رفته بود.
اعتبار بین‌المللی مصر تا پایان دورهٔ سوم میانی مصر به‌طور قابل‌توجهی کاهش یافته بود. متحدان تاریخی آن، ساکنان کنعان، به دست امپراتوری آشور میانه (۱۳۶۵–۱۰۲۰ پ. م) و سپس امپراتوری آشوری نو (۹۳۵–۶۰۵ پ. م) سقوط کرده بودند. آشوری‌ها، از سدهٔ دهم پ. م به بعد، بار دیگر از شمال بین‌النهرین گسترش یافتند و امپراتوری پهناوری را فتح کردند که سراسر خاور نزدیک، بخش بزرگی از آناتولی، شرق دریای مدیترانه، قفقاز و ایران عصر آهن آغازین را دربرمی‌گرفت.
بر پایهٔ گفتهٔ یوسف فلاوی، موسای کتاب مقدس ارتش مصر را در محاصرهٔ شهر کوشی مِروه فرماندهی کرد. برای پایان دادن به محاصره، شاهزاده خانم ثاربیس به‌عنوان همسر به موسی داده شد و در نتیجه ارتش مصر به کشور بازگشت.

### پادشاهی کوش (حدود ۱۰۷۰ پ. م – ۳۵۰ م)

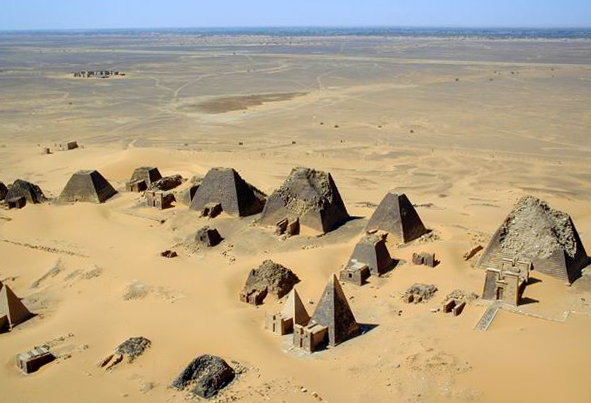
اهرام نوبه در مرواه

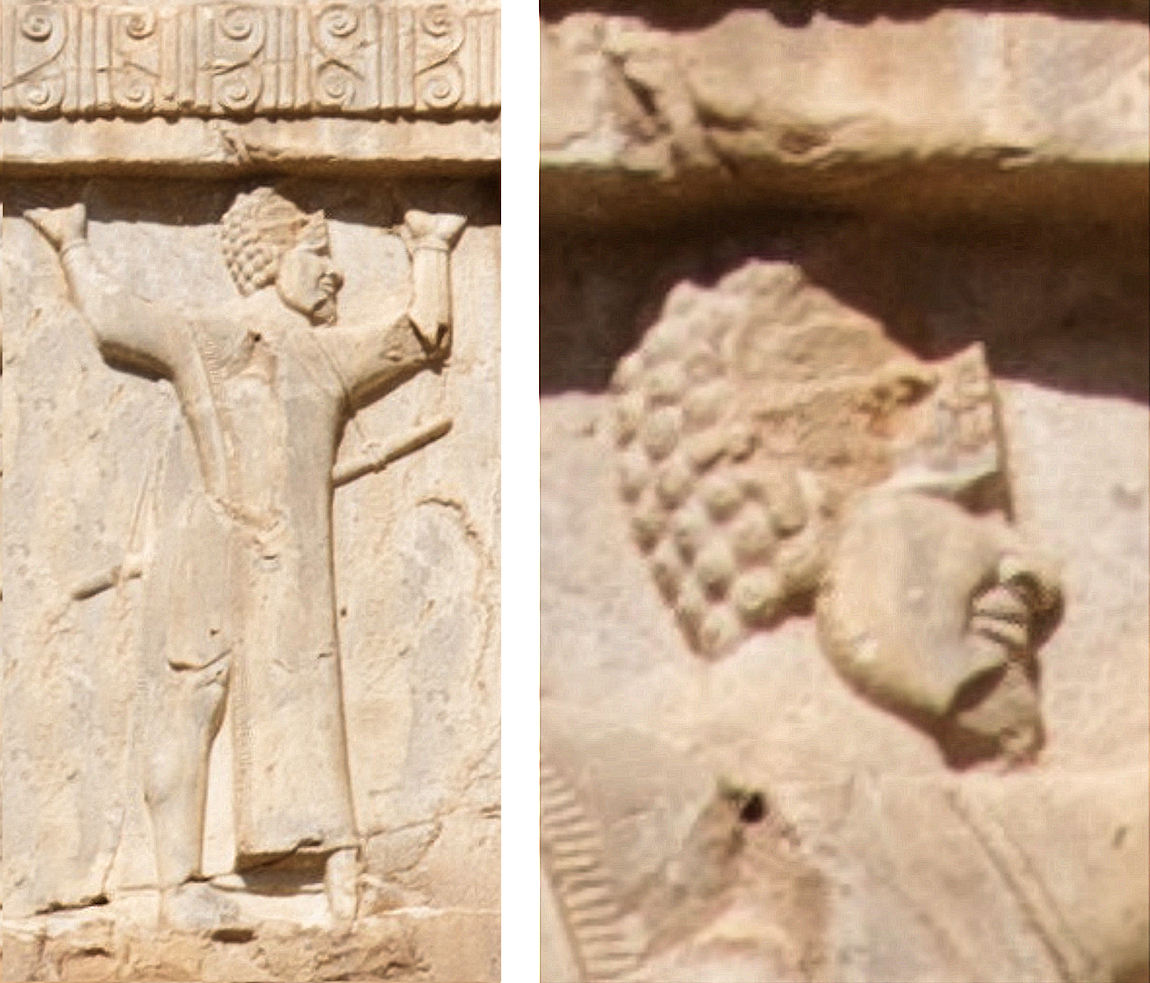
سرباز «کوشی» از شاهنشاهی هخامنشی، c. ۴۸۰ پ. م. نقش‌برجستهٔ آرامگاه خشایارشا.

پادشاهی کوش یک دولت باستانی نوبی بود که در محل تلاقی نیل آبی و نیل سفید، و رود عطبره و نیل قرار داشت. این پادشاهی پس از فروپاشی عصر برنز و انحلال پادشاهی نوین مصر شکل گرفت؛ و در مرحلهٔ نخست در ناپاتا متمرکز بود.
پس از آنکه کاشتای در سدهٔ هشتم پ. م به مصر حمله کرد، شاهان کوش به‌مدت نزدیک به یک سده به‌عنوان فرعون‌های دودمان بیست و پنجم مصر فرمان راندند، تا آنکه به دست امپراتوری آشور شکست خورده و بیرون رانده شدند. در اوج شکوه خود، کوشیان امپراتوری‌ای را فتح کردند که از منطقهٔ امروزی کردفان جنوبی تا سینا گسترده بود. فرعون پیعنخی کوشید امپراتوری را به خاور نزدیک گسترش دهد اما با مقاومت پادشاه آشوری سارگون دوم ناکام ماند.
میان ۸۰۰ پ. م تا ۱۰۰ م، اهرام نوبه ساخته شدند که از میان آن‌ها می‌توان به ال کورو، کاشتا، پیعنخی، تانتامانی، شَبَکَ، اهرام جبل برکل، اهرام مرواه (بگراویه)، اهرام سِدِینگه، و اهرام نوری اشاره کرد.
در کتاب مقدس از پادشاهی کوش به‌عنوان نجات‌دهندهٔ بنی‌اسرائیل از خشم آشوریان یاد شده است، هرچند بیماری در میان محاصره‌کنندگان شاید یکی از دلایل ناکامی در تصرف شهر بوده باشد.
جنگی که میان فرعون تهارقا و پادشاه آشوری سناخریب روی داد، رویدادی سرنوشت‌ساز در تاریخ جهان غرب بود که در آن نوبیان در تلاش برای تثبیت جای پایی در خاور نزدیک به دست آشور شکست خوردند. جانشین سناخریب، اسرحدون، پا را فراتر گذاشت و خود مصر را برای تضمین کنترلش بر شام فتح کرد. این موفقیت‌آمیز بود، زیرا او توانست تهارقا را از مصر سفلی بیرون براند. تهارقا به مصر علیا و نوبه گریخت و دو سال بعد درگذشت. مصر سفلی زیر تابعیت آشور درآمد اما سرکش بود و بی‌نتیجه علیه آشوریان شورش کرد. سپس، پادشاه تانتامانی، جانشین تهارقا، آخرین تلاش جدی را برای بازپس‌گیری مصر سفلی از نخو یکم، دست‌نشاندهٔ تازه منصوب آشوریان، انجام داد. او توانست ممفیس را بازپس گیرد و نخو را بکشد و شهرهایی در دلتا را محاصره کند. آشوربانی‌پال، جانشین اسرحدون، سپاه بزرگی به مصر فرستاد تا کنترل را دوباره به‌دست گیرد. او تانتامانی را در نزدیکی ممفیس شکست داد و با تعقیب او، تِب را غارت کرد. هرچند آشوریان بلافاصله پس از این رویدادها مصر علیا را ترک کردند، تِب که تضعیف شده بود، کمتر از یک دهه بعد، به‌طور مسالمت‌آمیز به پسامتیک یکم، پسر نخو، تسلیم شد. این امر همهٔ امیدها برای احیای امپراتوری نوبی را پایان داد و این حکومت در قالب پادشاهی کوچک‌تری به مرکزیت نپته ادامه یافت. این شهر در حدود ح. ۵۹۰ پ. م به دست مصریان غارت شد و مدتی پس از آن تا اواخر سدهٔ سوم پ. م، کوشیان در مرواه ساکن شدند.

### پادشاهی‌های مسیحی نوبی در قرون وسطی (حدود ۳۵۰–۱۵۰۰ م)

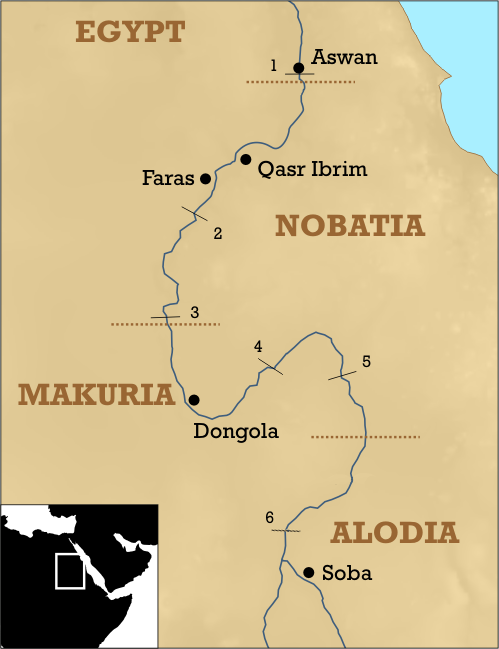
سه پادشاهی مسیحی نوبی. مرز شمالی پادشاهی علوه نامشخص است، اما ممکن است در شمال‌تر، میان چهارمین و پنجمین آبشار نیل قرار داشته باشد.

در آغاز سدهٔ پنجم، بلمی‌ها دولتی کوتاه‌عمر در مصر علیا و نوبهٔ سفلی بنیان نهادند که احتمالاً پیرامون تالمیس (کلابشه جدید) متمرکز بود، اما پیش از ۴۵۰ میلادی به دست نوباتی‌ها از درهٔ نیل رانده شدند. نوباتی‌ها سرانجام پادشاهی خود، نوباتیا، را بنیان گذاشتند.
تا سدهٔ ششم، سه پادشاهی نوبی وجود داشت: نوباتیا در شمال، با پایتختی در پاخوراس؛ پادشاهی میانی، پادشاهی مقره، متمرکز در تونگول (دنقله کهن)، حدود ۱۳ کیلومتر (۸ مایل) جنوب دنقلای امروزی؛ و پادشاهی علوه، در قلب سرزمین کهن کوشی، با پایتختی در سوبا (اکنون حومه‌ای از خارطوم امروزی). همین سدهٔ ششم بود که آنان به مسیحیت گرویدند. در سدهٔ هفتم، احتمالاً میان سال‌های ۶۲۸ تا ۶۴۲، نوباتیا در مقره ادغام شد.
میان سال‌های ۶۳۹ و ۶۴۱، اعراب مسلمان خلافت راشدین مصر بیزانسی را فتح کردند. در ۶۴۱ یا ۶۴۲ و بار دیگر در ۶۵۲ به نوبه یورش بردند اما شکست خوردند و نوبیان به یکی از معدود مردمانی بدل شدند که در جریان گسترش اسلام اعراب را شکست دادند. پس از آن، پادشاه مقره و اعراب به یک پیمان عدم تعرض ویژه که شامل تبادل سالانهٔ هدایایی نیز می‌شد دست یافتند که استقلال مقره را به رسمیت می‌شناخت. هرچند اعراب نتوانستند نوبه را فتح کنند، اما در شرق نیل ساکن شدند و در آنجا چندین شهر بندری بنیان گذاشتند و با بجه‌های محلی وصلت کردند.

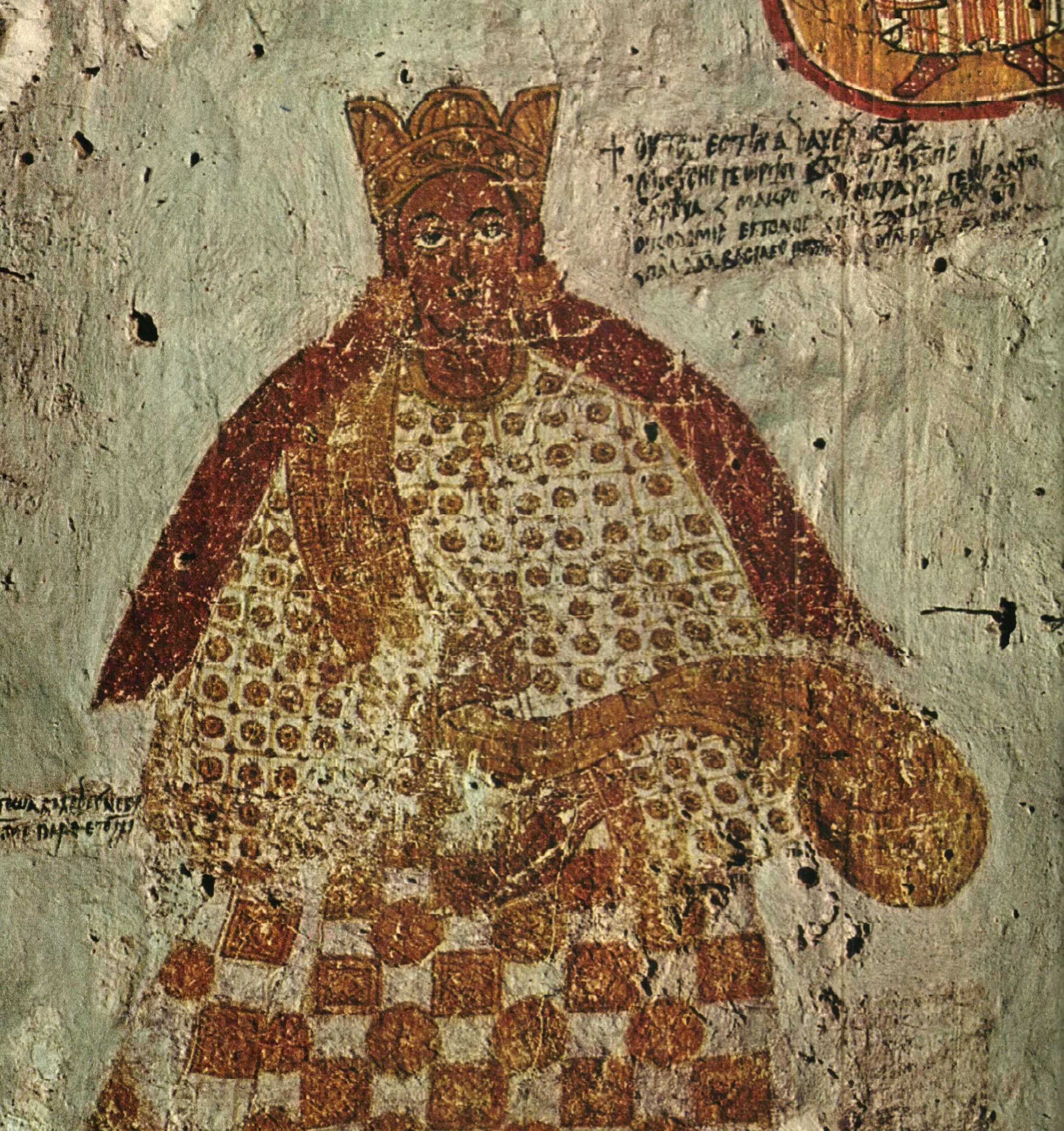
موسی جورج، پادشاه مقره و علوه

از میانهٔ سدهٔ هشتم تا میانهٔ سدهٔ یازدهم، قدرت سیاسی و شکوفایی فرهنگی نوبهٔ مسیحی به اوج خود رسید. در سال ۷۴۷، مقره به مصر - که آن زمان در دست امویان رو به زوال بود - یورش برد، و بار دیگر در اوایل دههٔ ۹۶۰ تا اخمیم در شمال پیشروی کرد. مقره روابط خویشاوندی نزدیکی با علوه داشت که شاید به اتحاد موقت دو پادشاهی انجامید. فرهنگ نوبیان قرون وسطایی «آفرو-بیزانسی» توصیف شده است، اما به‌طور فزاینده‌ای از فرهنگ عربی نیز تأثیر می‌پذیرفت. سازمان حکومتی بسیار متمرکز بود، و بر پایهٔ دیوان‌سالاری بیزانسی سده‌های ششم و هفتم عمل می‌کرد. هنر در قالب نقاشی‌های سفالی و به‌ویژه نقاشی‌های دیواری شکوفا شد. نوبیان الفبایی برای زبان خود، نوبی کهن، بر پایهٔ الفبای قبطی پدیدآوردند و در کنار آن از یونانی، قبطی و زبان عربی نیز استفاده می‌کردند. زنان از جایگاه اجتماعی بالایی برخوردار بودند: به آموزش دسترسی داشتند، می‌توانستند زمین مالک شوند، بخرند و بفروشند و اغلب ثروت خود را برای وقف کلیساها و نقاشی‌های آن‌ها به‌کار می‌بردند. حتی جانشینی سلطنت مادرتباری بود، و پسر خواهر پادشاه، وارث قانونی محسوب می‌شد.
از اواخر سدهٔ ۱۱ و ۱۲، پایتخت مقره، دنقله، رو به افول گذاشت و پایتخت علوه نیز در سدهٔ ۱۲ دچار افول شد. در سده‌های ۱۴ و ۱۵، قبایل بادیه‌نشین بخش عمده‌ای از سودان را درنوردیدند، و به بوتانا، جزیره، کردفان و دارفور مهاجرت کردند. در ۱۳۶۵، جنگ داخلی دربار مقره را واداشت تا به جبل ادّه در نوبه سفلی بگریزد، و دنقله ویران شد و به اعراب واگذار گشت. پس از آن، مقره تنها به‌عنوان پادشاهی خرد به حیات خود ادامه داد. پس از دوران پررونق پادشاه جُوئل (ش. ۱۴۶۳–۱۴۸۴) مقره فروپاشید. مناطق ساحلی از جنوب سودان تا بندر سواکن در سدهٔ پانزدهم به سلطنت عدل رسید. در جنوب، پادشاهی علوه به دست اعراب به فرماندهی رهبر قبیله‌ای عبدالله جماع یا پادشاهی فنج، مردمی آفریقایی با خاستگاه جنوبی، سقوط کرد. تاریخ‌های این رویداد میان قرن نهم هجری (ح. ۱۳۹۶–۱۴۹۴)، اواخر سدهٔ پانزدهم، سال ۱۵۰۴ تا ۱۵۰۹ ذکر شده است. ممکن است بقایای پادشاهی علوه در قالب پادشاهی فازوغلی تا سال ۱۶۸۵ ادامه یافته باشد.

### پادشاهی‌های اسلامی سنار و دارفور (حدود ۱۵۰۰–۱۸۲۱ م)

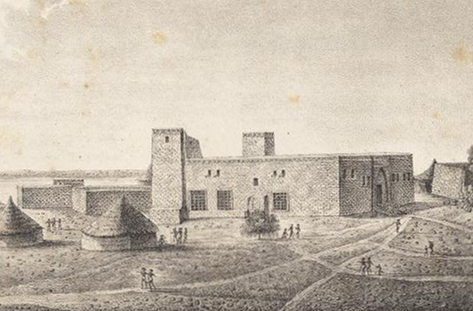
مسجد بزرگ سنار، ساخته‌شده در سدهٔ هفدهم

در سال ۱۵۰۴، ثبت شده که فنج‌ها پادشاهی فنج را بنیان نهادند که قلمرو عبدالله جمعه در آن ادغام شد. تا سال ۱۵۲۳، زمانی که جهانگرد یهودی داوید روبِنی به سودان سفر کرد، قلمرو فنج‌ها تا شمال، تا دنقله، گسترش یافته بود. در همین حال، اسلام توسط مشایخ تصوف که در سده‌های پانزدهم و شانزدهم در کنار نیل ساکن شدند، تبلیغ شد و تا زمان دیدار دیوید روبنی، پادشاه اماره دونقاس که پیش‌تر مشرک یا مسیحی اسمی بود، مسلمان شده بود. با این حال، فنج‌ها تا سدهٔ هجدهم، سنت‌های غیر اسلامی همچون پادشاهی الهی یا نوشیدن الکل را حفظ کردند. اسلام عامیانهٔ سودانی بسیاری از آیین‌های برگرفته از سنت‌های مسیحی را تا گذشتهٔ نزدیک حفظ کرده بود.
به‌زودی فنج‌ها با امپراتوری عثمانی که در حدود ح. ۱۵۲۶ سواکن را اشغال کرده بود وارد درگیری شدند و در نهایت در امتداد نیل به‌سوی جنوب پیشروی کردند و در سال ۱۵۸۳/۱۵۸۴ به منطقهٔ آبشار سوم نیل رسیدند. تلاش بعدی عثمانی‌ها برای تصرف دنقله در ۱۵۸۵ به دست فنج‌ها دفع شد. پس از آن، هانیک، در جنوب آبشار سوم، به‌عنوان مرز میان دو دولت تعیین شد. در پی این تهاجم عثمانی، تلاش برای غصب قدرت توسط عجیب، پادشاهی کوچک در نوبهٔ شمالی، آغاز شد. در حالی که فنج‌ها سرانجام او را در ۱۶۱۱/۱۶۱۲ کشتند، جانشینان او، عبدلاب، اختیار ادارهٔ همهٔ سرزمین‌های شمال محل تلاقی نیل آبی و سفید را با خودمختاری قابل‌توجهی به دست آوردند.
در سدهٔ هفدهم، قلمرو فنج‌ها به بیشترین وسعت خود رسید، اما در سدهٔ بعدی رو به افول گذاشت. کودتایی در ۱۷۱۸ تغییر دودمان را در پی داشت، و کودتای دیگری در ۱۷۶۱–۱۷۶۲ به برپایی «نیابت حُماج» انجامید که در آن هَماج‌ها (مردمی از مرزهای اتیوپی) عملاً حکومت می‌کردند و سلاطین فنج تنها آلت دست‌های آنان بودند. اندکی بعد، سلطنت شروع به تجزیه کرد؛ و تا اوایل سدهٔ نوزدهم، قلمرو آن عملاً به منطقهٔ جزیره محدود شد.

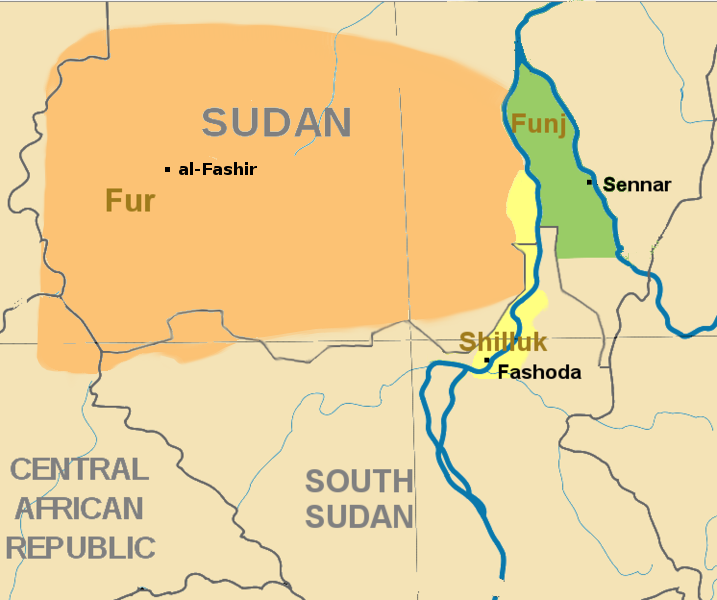
جنوب سودان در حدود ۱۸۰۰ م. مرزهای امروزی نشان داده شده‌اند.

کودتای ۱۷۱۸ آغازگر سیاستی برای پیروی از اسلام ارتدوکس‌تر بود که به نوبهٔ خود عربی‌سازی حکومت را ترویج کرد. برای مشروعیت‌بخشی به حکومت خود بر اعراب، فنج‌ها روایت تبار اموی را رواج دادند. در شمال محل تلاقی نیل آبی و سفید، تا پایین‌دست الدبه، نوبیان هویت قبیله‌ای جعلی عرب را پذیرفتند. تا سدهٔ نوزدهم، زبان عربی به زبان غالب سودان مرکزی در امتداد نیل و بیشتر کردفان تبدیل شده بود.
در غرب نیل، در دارفور، دوران اسلامی ابتدا شاهد ظهور پادشاهی تنجر بود که در سدهٔ پانزدهم جای پادشاهی داجو را گرفت و تا غرب، به سلطنت ودای گسترش یافت. مردم تنجر احتمالاً بربرهای عربی‌شده و دست‌کم طبقهٔ حاکم آن‌ها مسلمان بودند. در سدهٔ هفدهم، تنجرها به دست سلسلهٔ کیرا از قدرت برکنار شدند. دولت کیرا، که از زمان حکومت سلیمان سولونگ (ح. ح. ۱۶۶۰–۱۶۸۰) رسماً مسلمان بود، در آغاز پادشاهی کوچکی در شمال کوه‌های مره بود، اما در اوایل سدهٔ هجدهم به‌سوی غرب و شمال و سپس در دورهٔ حکومت محمد طیرب (۱۷۵۱–۱۷۸۶) به‌سوی شرق گسترش یافت، و در سال ۱۷۸۵ با فتح کردفان به اوج خود رسید. اوج این امپراتوری، که تقریباً به اندازهٔ نیجریهٔ امروزی بود، تا سال ۱۸۲۱ ادامه داشت.

### سودان ترکی و مهدیّه (۱۸۲۱–۱۸۹۹)

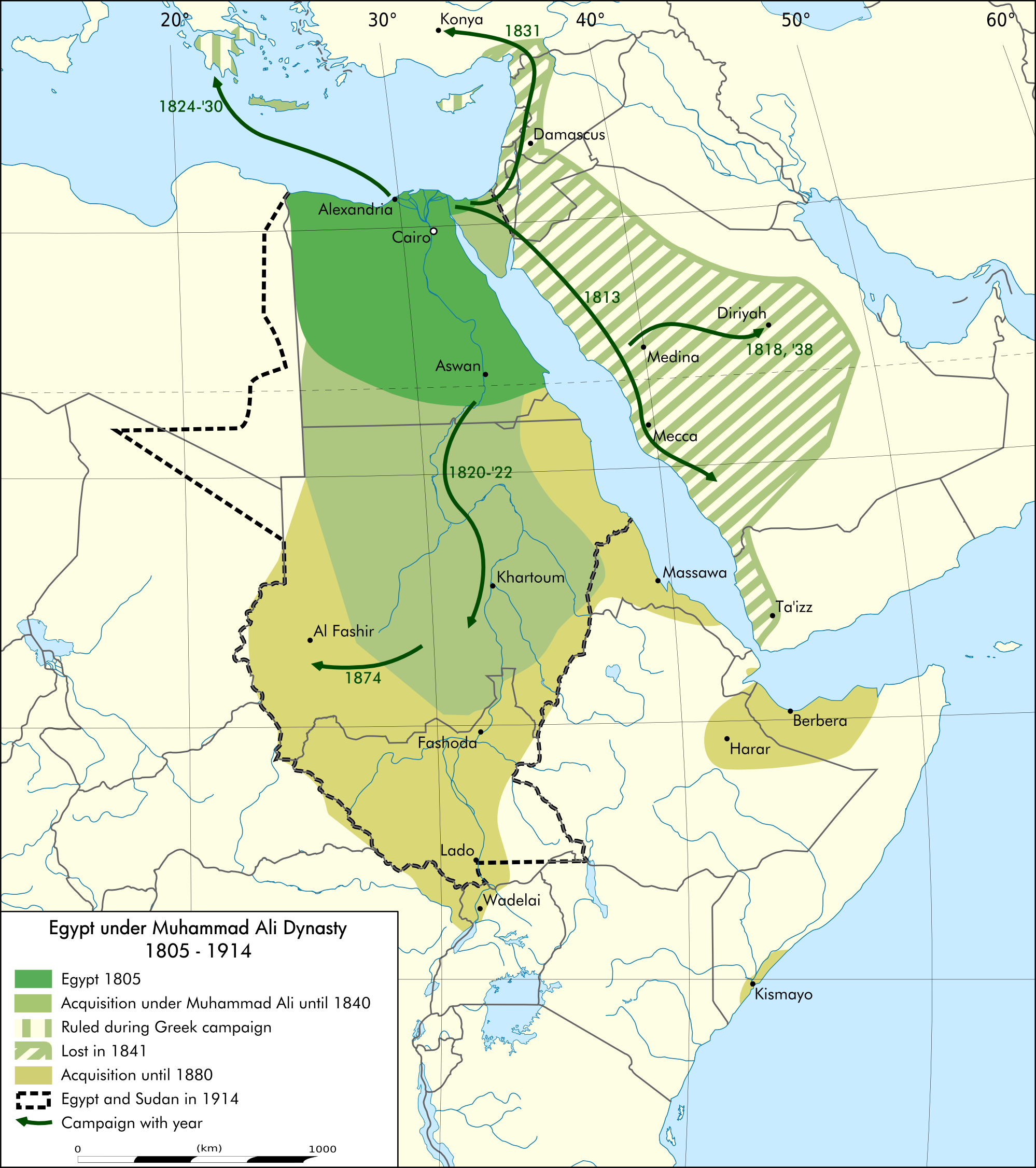
نقشهٔ مصر و سودان تحت خاندان محمد علی

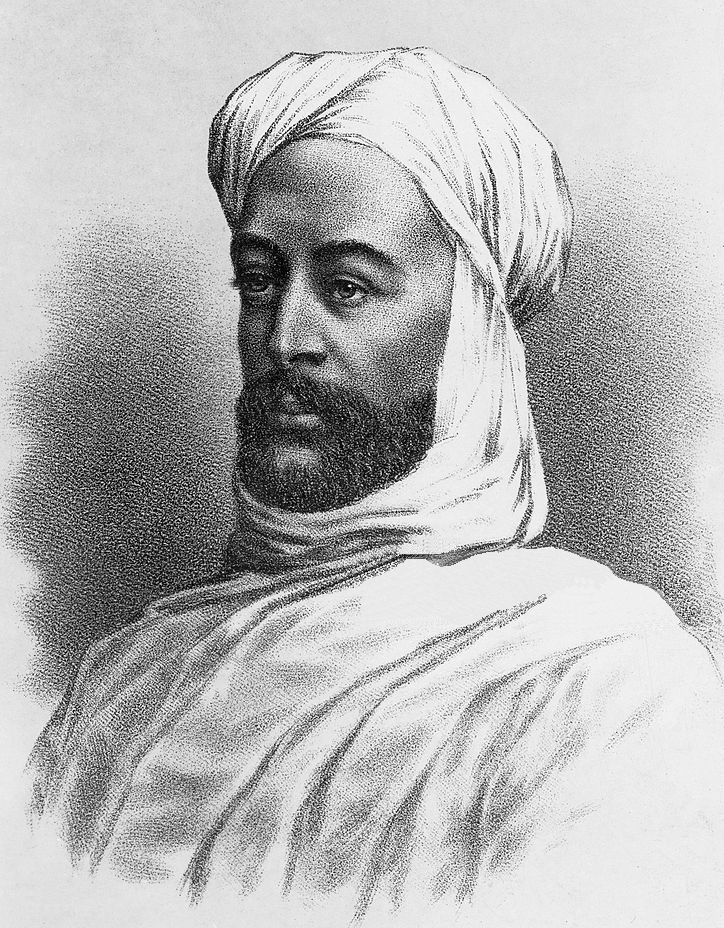
محمد احمد المهدی، حاکم سودان (۱۸۸۱–۱۸۸۵)

در سال ۱۸۲۱، فرمانروای عثمانی مصر، محمدعلی پاشا، به سودان شمالی حمله کرد و آن را فتح نمود. محمدعلی، اگرچه از نظر فنی والی مصر تحت امپراتوری عثمانی بود، خود را خدیو مصرِ تقریباً مستقل می‌دانست. او برای افزودن سودان به قلمرو خود، پسر سومش اسماعیل (که نباید با اسماعیل پاشای بعدی اشتباه گرفته شود) را برای فتح کشور فرستاد تا سودان را به مصر ملحق کند. به جز قبایل شایقیه و سلطنت دارفور در کردفان، با مقاومت چندانی روبه‌رو نشد. سیاست مصر در گسترش فتوحات، توسط ابراهیم پاشا و پسرش اسماعیل ادامه یافت و بیشتر بخش‌های سودان امروزی به تصرف درآمد.
مقامات مصری به بهبود زیرساخت‌های سودان (به‌ویژه در شمال) پرداختند، به‌خصوص در زمینهٔ آبیاری و تولید پنبه. در سال ۱۸۷۹، قدرت‌های بزرگ اسماعیل را برکنار کردند و پسرش توفیق پاشا را جایگزین او نمودند. فساد و سوءمدیریت توفیق باعث شورش عرابی شد که بقای خدیو را تهدید کرد. توفیق از بریتانیا کمک خواست و نیروهای بریتانیایی در سال ۱۸۸۲ مصر را اشغال کردند. سودان در دست دولت خدیو باقی ماند، اما فساد و سوءمدیریت مقامات آن ادامه یافت.
در دوران خدیو، نارضایتی به دلیل مالیات‌های سنگین بر بیشتر فعالیت‌ها گسترش یافت. مالیات بر چاه‌های آبیاری و زمین‌های کشاورزی به حدی بود که بیشتر کشاورزان زمین و دام خود را رها کردند. در دههٔ ۱۸۷۰، تلاش‌های اروپاییان برای مقابله با برده‌داری، تأثیر منفی بر اقتصاد سودان شمالی گذاشت و زمینه را برای ظهور نیروهای مهدی فراهم کرد. محمد احمد بن عبدالله، که خود را «مهدی» (رهنمون‌شده) می‌خواند، به «انصار» (پیروانش) و کسانی که تسلیم او می‌شدند، میان پذیرش اسلام یا کشته‌شدن، حق انتخاب داد. مهدیه (رژیم مهدی) قوانین سنتی شریعت را اجرا کرد. در ۱۲ اوت ۱۸۸۱، حادثه‌ای در جزیرهٔ آبا رخ داد که جرقهٔ آغاز نهضت مهدیه شد.
از زمان اعلام مهدیه در ژوئن ۱۸۸۱ تا سقوط خارطوم در ژانویهٔ ۱۸۸۵، محمد احمد رهبری کارزار نظامی موفقی علیه دولت ترکی-مصری سودان، معروف به ترکیه، را بر عهده داشت. محمد احمد در ۲۲ ژوئن ۱۸۸۵، تنها شش ماه پس از فتح خارطوم، درگذشت. پس از کشمکش قدرت میان جانشینانش، عبداللهی بن محمد با کمک عمدتاً بقارههای سودان غربی، مخالفان را کنار زد و رهبر بی‌رقیب مهدیه شد. او پس از تثبیت قدرت، عنوان «خلیفه» (جانشین) مهدی را گرفت، ساختار اداری برقرار کرد و انصار (که معمولاً از بقاره بودند) را به‌عنوان امیر هر استان منصوب نمود.

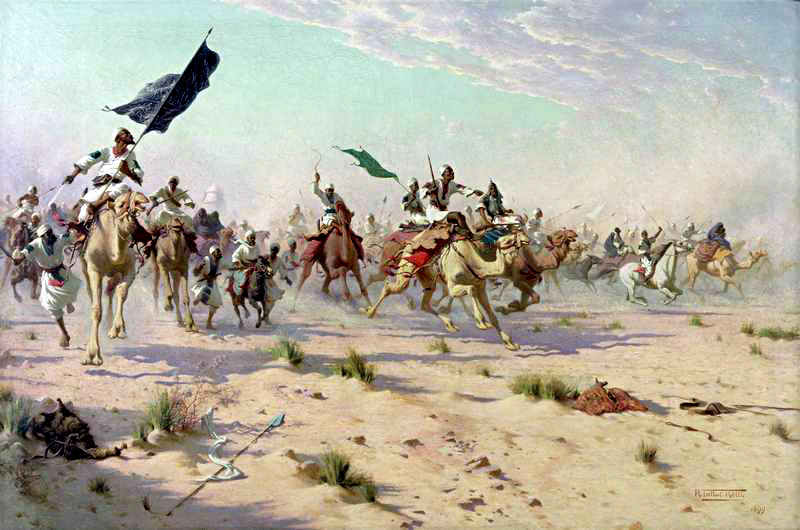
فرار خلیفه پس از شکست در نبرد ام‌درمان در ۱۸۹۸

روابط منطقه‌ای در بیشتر دوران مهدیه پرتنش بود، عمدتاً به دلیل روش‌های خشن خلیفه برای گسترش حاکمیت خود. در ۱۸۸۷، ارتش ۶۰هزار نفری انصار به اتیوپی یورش برد و تا قندار پیش رفت. در مارس ۱۸۸۹، یوهانس چهارم، پادشاه اتیوپی، به سوی متما لشکر کشید، اما پس از کشته‌شدنش در نبرد، نیروهای اتیوپیایی عقب نشستند. عبدالرحمان النجومی، ژنرال خلیفه، در ۱۸۸۹ کوشید به مصر حمله کند، اما نیروهای مصری تحت فرمان بریتانیا، انصار را در «توشکه» شکست دادند. این شکست، افسانهٔ شکست‌ناپذیری انصار را از میان برد. بلژیکی‌ها مانع تصرف استان اکواتوریا شدند و در ۱۸۹۳، ایتالیایی‌ها حملهٔ انصار به آگوردات (در اریتره) را دفع کرده و آن‌ها را وادار به خروج از اتیوپی کردند.
در دههٔ ۱۸۹۰، بریتانیا در پی بازگرداندن کنترل سودان، رسماً به نام خدیو مصر، اما عملاً همچون یک مستعمرهٔ بریتانیا، برآمد. تا اوایل دههٔ ۱۸۹۰، ادعاهای بریتانیا، فرانسه و بلژیک در سرچشمه‌های نیل به هم رسید. بریتانیا بیم داشت که دیگر قدرت‌ها از بی‌ثباتی سودان برای تصرف سرزمین‌های پیش‌تر ضمیمه‌شده به مصر بهره ببرند. افزون بر ملاحظات سیاسی، بریتانیا می‌خواست کنترل نیل را برای حفاظت از سد آبیاری برنامه‌ریزی‌شده در اسوان به دست گیرد. هربرت کیچنر از ۱۸۹۶ تا ۱۸۹۸ کارزارهای نظامی علیه سودان مهدیه را هدایت کرد که در نبرد ام‌درمان در ۲ سپتامبر ۱۸۹۸ به پیروزی قاطع انجامید. یک سال بعد، نبرد ام دیویکرات در ۲۵ نوامبر ۱۸۹۹ با کشته‌شدن عبدالله بن محمد، عملاً به جنگ مهدیه پایان داد.

### سودان مصر و بریتانیا (۱۸۹۹–۱۹۵۶)

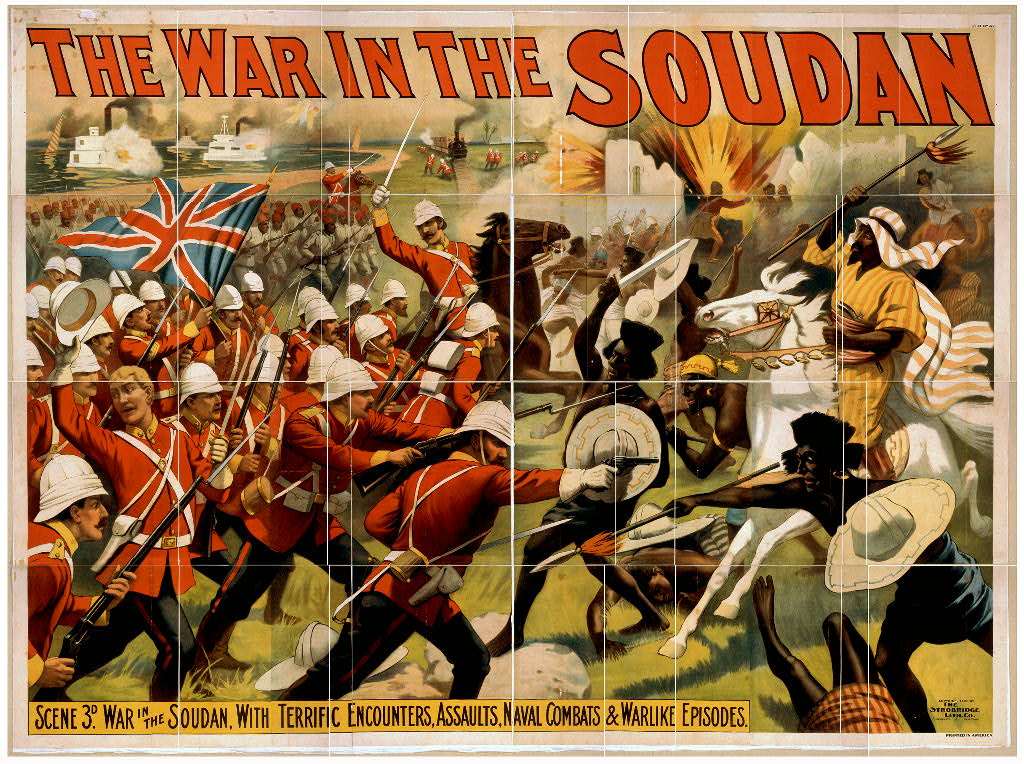
نهضت مهدیه میان گروهی از دراویش مسلمان به نام مهدی‌ها که بخش بزرگی از سودان را تصرف کرده بودند و نیروهای بریتانیایی جنگیدند.

در سال ۱۸۹۹، بریتانیا و مصر به توافقی دست یافتند که بر اساس آن سودان توسط یک فرماندارکل که از سوی مصر و با رضایت بریتانیا منصوب می‌شد اداره می‌گردید. در عمل، سودان عملاً مانند یک مستعمرهٔ تاج اداره می‌شد. بریتانیایی‌ها مشتاق بودند روندی را که از زمان محمدعلی پاشا برای متحد کردن نیل تحت رهبری مصر آغاز شده بود معکوس کنند و می‌خواستند همهٔ تلاش‌ها برای وحدت بیشتر این دو کشور را ناکام بگذارند.
طبق تعیین مرز، مرز سودان با حبشه مورد مناقشهٔ قبایل مهاجمی بود که به تجارت برده مشغول بودند و قوانین را نقض می‌کردند. در سال ۱۹۰۵، رئیس محلی سلطان یامبیو که تا پایان سرسختی می‌کرد، با نیروهای بریتانیایی که منطقهٔ کردفان را اشغال کرده بودند کنار آمد و در نهایت به بی‌قانونی پایان داد. آیین‌نامه‌هایی که توسط بریتانیا منتشر شد، نظامی از مالیات‌بندی را برقرار کرد. این کار بر اساس رویه‌ای که خلیفه وضع کرده بود انجام شد. مالیات‌های اصلی به رسمیت شناخته شده، بر زمین، گله‌ها و نخل‌های خرما بود. ادامهٔ ادارهٔ سودان توسط بریتانیا واکنش ملی‌گرایانهٔ تندی را برانگیخت و رهبران ملی‌گرای مصری مصمم بودند بریتانیا را وادار کنند که به یک اتحادیهٔ مستقل واحد مصر و سودان اذعان کند. با پایان رسمی حکومت عثمانی در ۱۹۱۴، رجینالد وینگیت در دسامبر همان سال به‌عنوان فرماندار نظامی جدید برای اشغال سودان اعزام شد. حسین کامل به‌عنوان سلطان مصر و پس از او برادر و جانشینش فؤاد یکم اعلام شدند. آنان همچنان بر ایجاد یک دولت واحد مصری–سودانی پافشاری کردند، حتی هنگامی که سلطنت مصر به پادشاهی مصر و سودان تغییر عنوان داد، اما سعد زغلول بود که تا زمان مرگش در ۱۹۲۷ با ناکامی در دستیابی به این هدف روبه‌رو شد.

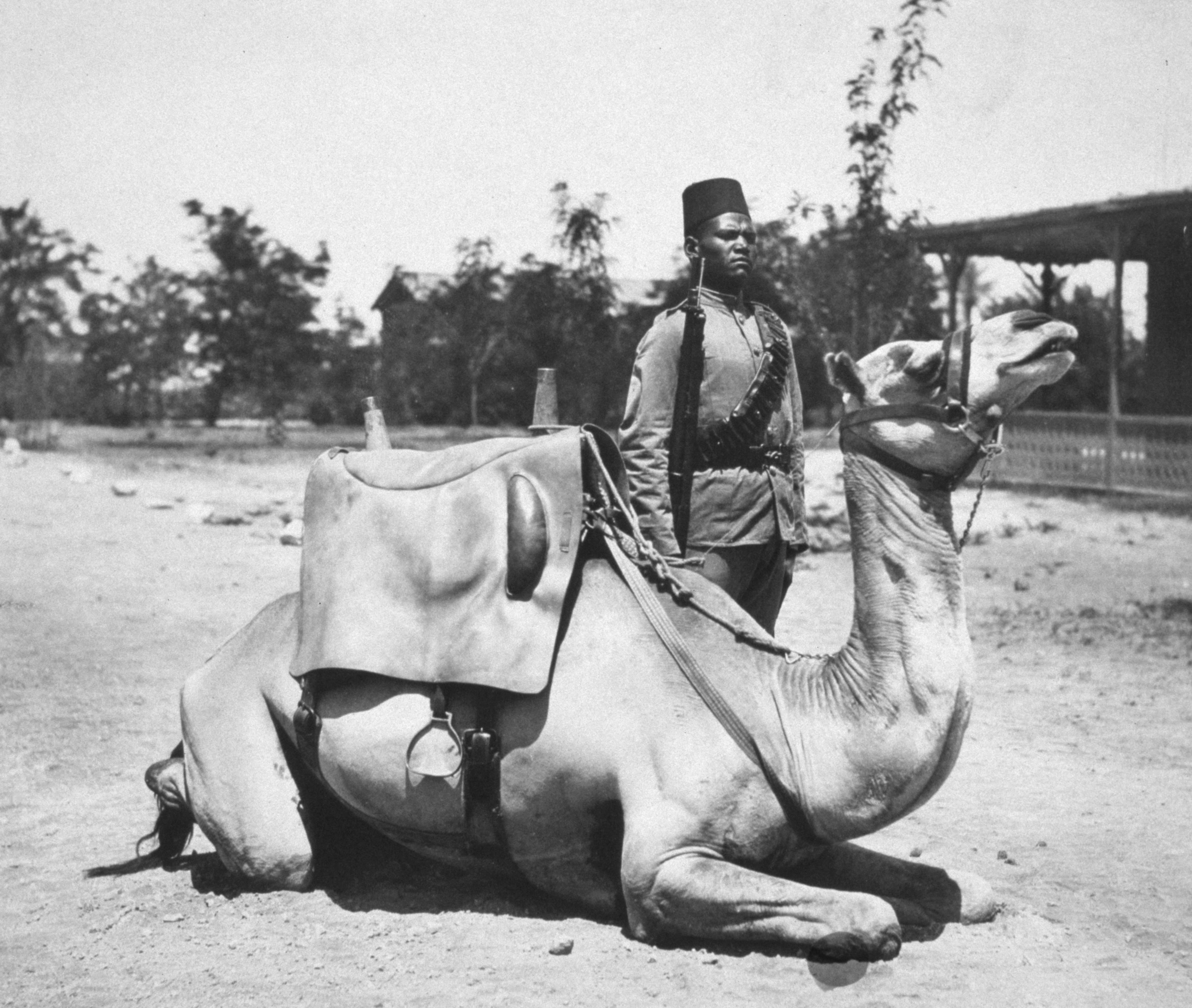
سرباز شترسوار نیروهای بومی ارتش بریتانیا، اوایل قرن بیستم

از سال ۱۹۲۴ تا زمان استقلال در ۱۹۵۶، بریتانیا سیاست ادارهٔ سودان به‌عنوان دو قلمرو اساساً جداگانه، شمال و جنوب، را در پیش گرفت. ترور فرماندارکل سودان مصر و بریتانیا در قاهره عامل اصلی این سیاست بود؛ این رویداد درخواست‌هایی را از سوی نیروهای استعماری به دولت تازه‌منتخب حزب وفد به همراه داشت. یک استقرار دائمی دو گردانی در خارطوم، که نیروی دفاعی سودان نام گرفت و تحت حکومت عمل می‌کرد و جایگزین پادگان پیشین سربازان ارتش مصر شد، پس از آن در جریان حادثهٔ والوال وارد عمل شد. اکثریت پارلمانی حزب وفد جدید طرح سازش ثروت پاشا با آستن چمبرلین در لندن را رد کردند؛ با این حال، قاهره همچنان به پول نیاز داشت. درآمد دولت سودان در سال ۱۹۲۸ به اوج ۶٫۶ میلیون پوند رسید، اما پس از آن به‌دلیل آشوب‌های وفدی و یورش‌های مرزی ایتالیایی‌ها از سومالی‌لند و تصمیم لندن برای کاهش هزینه‌ها در دورهٔ رکود بزرگ، کاهش یافت. صادرات پنبه و صمغ در برابر نیاز به واردات تقریباً همه‌چیز از بریتانیا ناچیز بود و این به کسری تراز پرداخت‌ها در خارطوم منجر شد.
در ژوئیهٔ ۱۹۳۶، رهبر مشروطه‌خواه لیبرال، محمد محمود، متقاعد شد که هیئت‌های وفدی را به لندن بیاورد تا پیمان انگلیس و مصر را امضا کنند؛ «آغاز مرحله‌ای تازه در روابط انگلیس و مصر» به‌قول آنتونی ایدن. ارتش بریتانیا اجازه یافت به سودان بازگردد تا از منطقهٔ کانال محافظت کند. آنان توانستند امکانات آموزشی به دست آورند و نیروی هوایی سلطنتی اجازه یافت بر فراز خاک مصر پرواز کند. با این حال، مشکل سودان حل نشد: روشنفکران سودانی برای بازگشت به حکومت متروپل تبلیغ و فعالیت سیاسی می‌کردند و با مأموران آلمان همکاری داشتند.

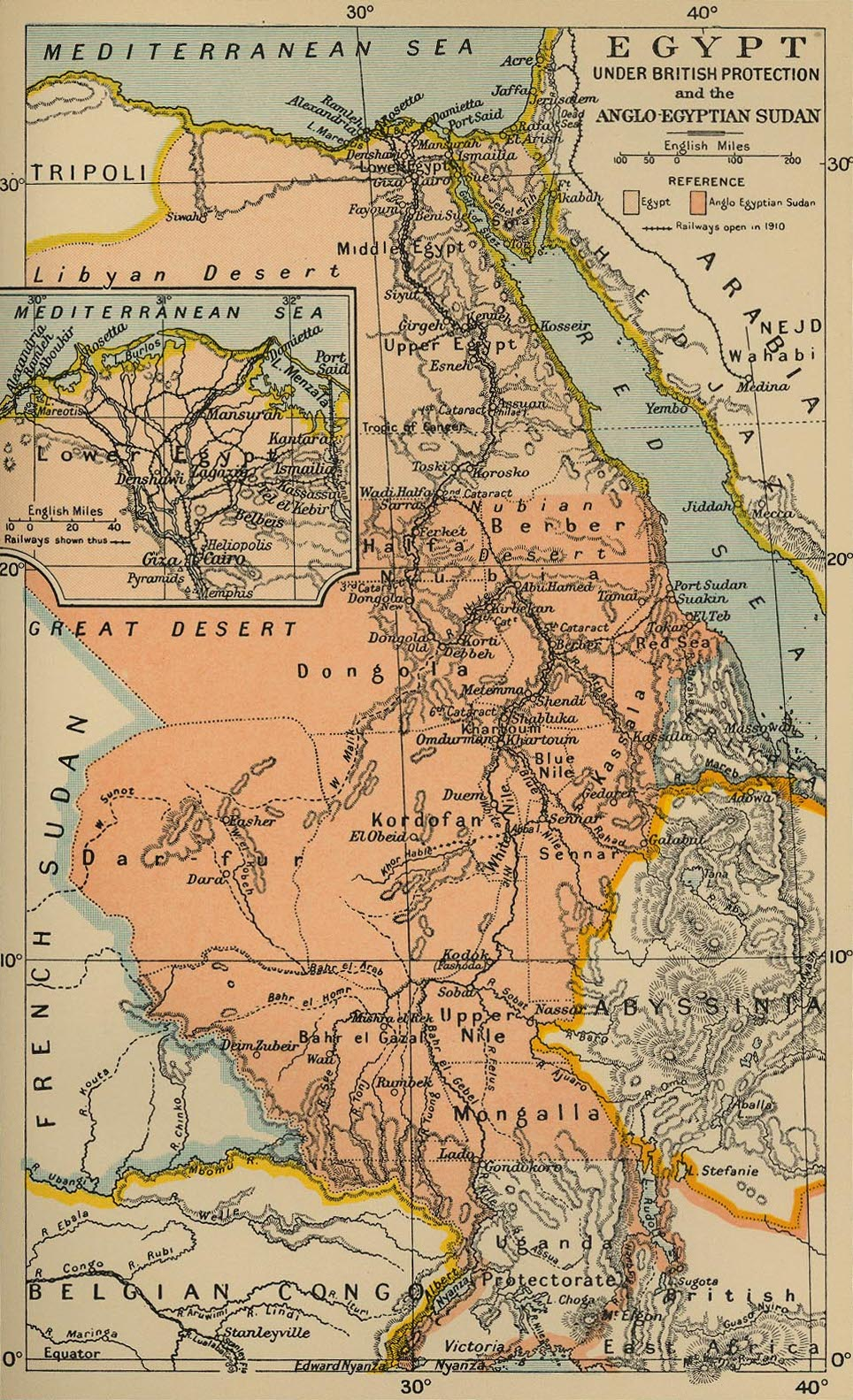
نقشهٔ سودان مصر و بریتانیا، ۱۹۱۲

رهبر فاشیست ایتالیا بنیتو موسولینی آشکارا بیان کرد که نمی‌تواند بدون تسخیر مصر و سودان به حبشه حمله کند؛ هدف آن‌ها اتحاد لیبی ایتالیا با آفریقای شرقی ایتالیا بود. ستاد کل امپراتوری بریتانیا برای دفاع نظامی از منطقه، که نیروهای کمی در آن مستقر بودند، آماده شد. سفیر بریتانیا جلوی تلاش‌های ایتالیا برای بستن پیمان عدم تجاوز با مصر–سودان را گرفت. با این حال، محمود از مفتی اعظم بیت‌المقدس حمایت می‌کرد؛ منطقه میان تلاش‌های امپراتوری برای نجات یهودیان و درخواست‌های عرب‌های میانه‌رو برای توقف مهاجرت گرفتار شده بود.
دولت سودان به‌طور مستقیم در کارزار شرق آفریقا مشارکت نظامی داشت. نیروی دفاعی سودان که در سال ۱۹۲۵ تشکیل شده بود، نقش فعالی در مقابله با یورش‌ها در اوایل جنگ جهانی دوم ایفا کرد. نیروهای ایتالیایی در سال ۱۹۴۰ کسلا و دیگر مناطق مرزی را از سومالی‌لند ایتالیایی اشغال کردند. در سال ۱۹۴۲، نیروی دفاعی سودان همچنین در یورش نیروهای بریتانیایی و مشترک‌المنافع به این مستعمرهٔ ایتالیا نقش داشت. آخرین استاندار بریتانیایی رابرت جورج هاو بود.
انقلاب ۱۹۵۲ مصر سرانجام آغاز حرکت به‌سوی استقلال سودان را رقم زد. پس از برچیدن سلطنت در ۱۹۵۳، رهبران جدید مصر، محمد نجیب که مادرش سودانی بود و سپس جمال عبدالناصر، بر این باور بودند که تنها راه پایان دادن به سلطهٔ بریتانیا بر سودان این است که مصر رسماً از ادعای حاکمیت خود صرف‌نظر کند. افزون بر این، ناصر می‌دانست که ادارهٔ یک سودان فقیر پس از استقلال برای مصر دشوار خواهد بود. از سوی دیگر، بریتانیایی‌ها همچنان از نظر سیاسی و مالی از جانشین مهدی، عبدالرحمن المهدی، که گمان می‌رفت در برابر فشار مصر برای استقلال سودان مقاومت کند، حمایت می‌کردند. عبدالرحمن قادر به این کار بود، اما حکومت او گرفتار بی‌کفایتی سیاسی بود که موجب از دست رفتن گستردهٔ حمایت در شمال و مرکز سودان شد. مصر و بریتانیا هر دو احساس کردند بی‌ثباتی بزرگی در حال شکل‌گیری است و بنابراین تصمیم گرفتند به هر دو منطقهٔ سودان، شمال و جنوب، اجازه دهند آزادانه رأی دهند که آیا خواهان استقلال هستند یا خروج بریتانیا.

### استقلال (۱۹۵۶–اکنون)

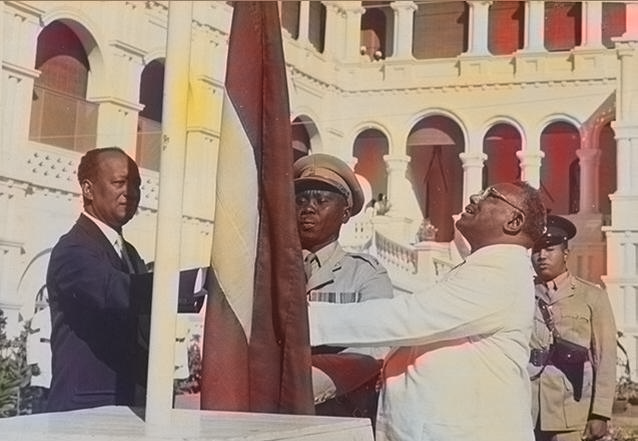
برافراشته‌شدن پرچم سودان در مراسم استقلال در ۱ ژانویهٔ ۱۹۵۶ توسط نخست‌وزیر اسماعیل ازهری و در حضور رهبر مخالفان محمد احمد المهدیوب

فرایند رأی‌گیری انجام شد که به تشکیل یک پارلمان دموکراتیک انجامید و اسماعیل ازهری به‌عنوان نخستین نخست‌وزیر انتخاب شد و نخستین دولت مدرن سودان را رهبری کرد. در ۱ ژانویهٔ ۱۹۵۶، در مراسم ویژه‌ای که در کاخ ملت برگزار شد، پرچم‌های مصر و بریتانیا پایین کشیده شد و پرچم جدید سودان، متشکل از نوارهای سبز، آبی و زرد، به دست نخست‌وزیر اسماعیل ازهری برافراشته شد.
نارضایتی در ۲۵ مهٔ ۱۹۶۹ به یک کودتا انجامید. رهبر کودتا، سرهنگ جعفر نمیری، نخست‌وزیر شد و رژیم جدید پارلمان را منحل و همهٔ احزاب سیاسی را غیرقانونی اعلام کرد. اختلافات میان عناصر مارکسیست و غیرمارکسیست در ائتلاف نظامی حاکم به کودتای کوتاه‌مدت موفقی در ژوئیهٔ ۱۹۷۱ انجامید که توسط حزب کمونیست سودان هدایت شد. چند روز بعد، عناصر نظامی ضدکمونیست نمیری را به قدرت بازگرداندند.
در ۱۹۷۲، توافق‌نامهٔ آدیس آبابا (۱۹۷۲) به توقف جنگ داخلی شمال–جنوب و مقداری خودگردانی انجامید. این امر موجب وقفهٔ ده‌ساله‌ای در جنگ داخلی شد اما به پایان سرمایه‌گذاری آمریکا در پروژهٔ کانال جونقلی انجامید. این پروژه برای آبیاری منطقهٔ نیل علیا و جلوگیری از فاجعهٔ زیست‌محیطی و قحطی گسترده در میان قبایل محلی، به‌ویژه دینکا، کاملاً ضروری تلقی می‌شد. در جنگ داخلی پس از آن، سرزمین آن‌ها مورد یورش، غارت، چپاول و آتش‌سوزی قرار گرفت. بسیاری از افراد قبیله در جنگ داخلی خونینی که بیش از ۲۰ سال ادامه یافت، به قتل رسیدند.

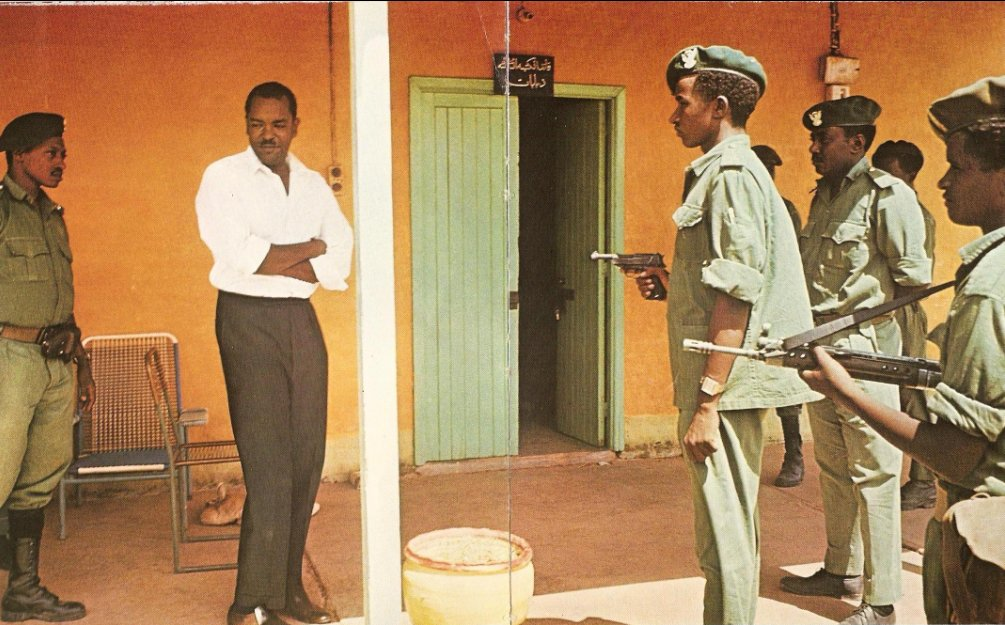
کودتای ۱۹۷۱ سودان

تا اوایل دههٔ ۱۹۷۰، تولیدات کشاورزی سودان عمدتاً برای مصرف داخلی اختصاص داشت. در ۱۹۷۲، دولت سودان گرایش بیشتری به غرب پیدا کرد و برنامه‌هایی برای صادرات غذا و کشاورزی نقدی تدوین کرد. با این حال، کاهش قیمت کالاها در طول دههٔ ۱۹۷۰ مشکلات اقتصادی برای سودان ایجاد کرد. هم‌زمان، هزینه‌های بازپرداخت بدهی، ناشی از هزینه‌های مکانیزه‌کردن کشاورزی، افزایش یافت. در ۱۹۷۸، صندوق بین‌المللی پول با دولت وارد مذاکره برای تعدیل ساختاری شد. این اقدام بخش کشاورزی مکانیزهٔ صادرات‌محور را بیشتر ترویج کرد. این امر سختی زیادی را برای دامداران سودان به همراه داشت. در ۱۹۷۶، انصار کودتای خونین اما ناموفقی را سازمان دادند. اما در ژوئیهٔ ۱۹۷۷، رئیس‌جمهور نمیری با رهبر انصار صادق مهدی دیدار کرد و راه را برای آشتی احتمالی گشود. صدها زندانی سیاسی آزاد شدند و در اوت، عفو عمومی برای همهٔ مخالفان اعلام شد.

#### دورهٔ بشیر (۱۹۸۹–۲۰۱۹)

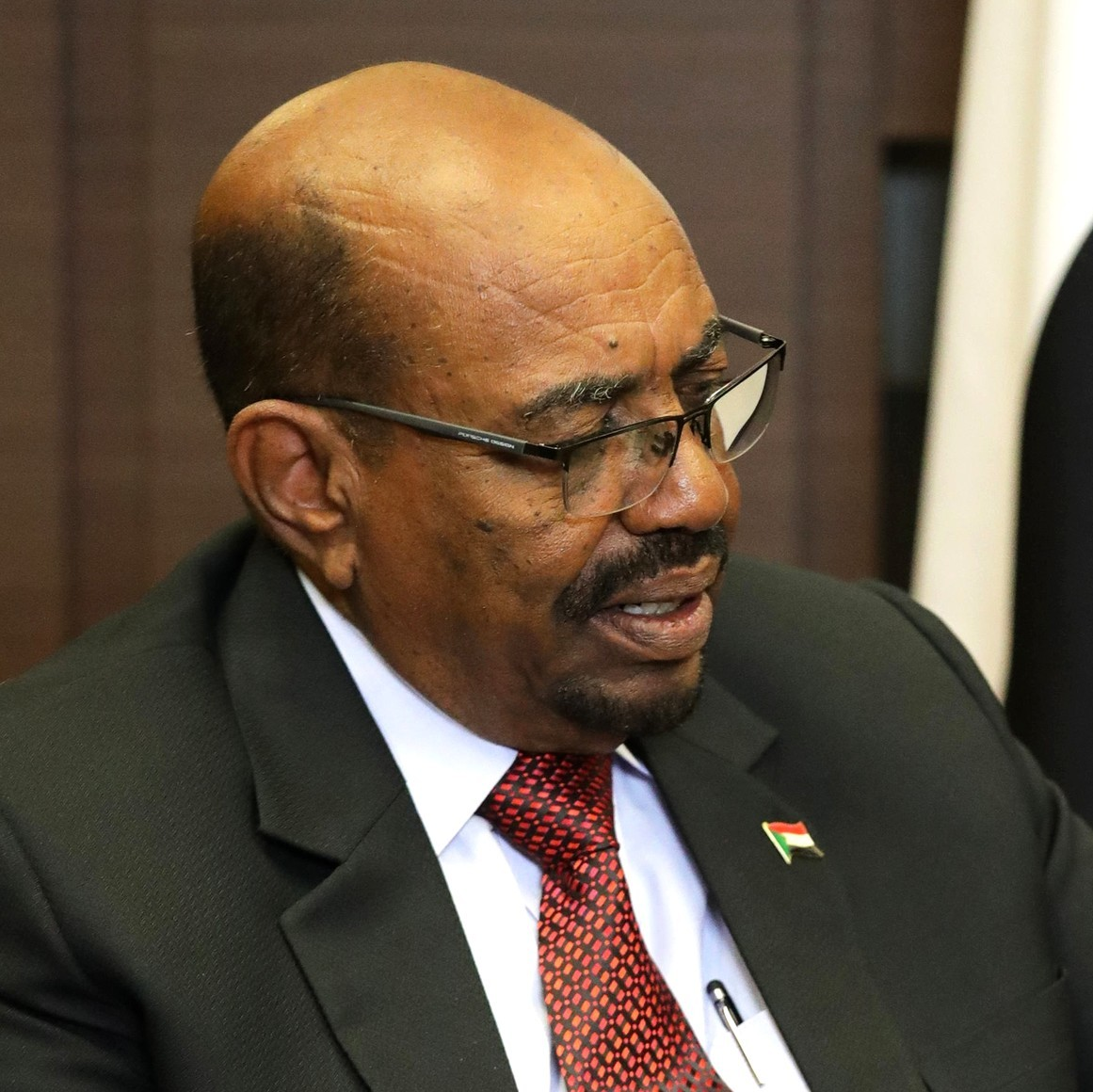
عمر البشیر در سال ۲۰۱۷

در ۳۰ ژوئن ۱۹۸۹، سرهنگ عمر البشیر یک کودتای نظامی بدون خونریزی را رهبری کرد. دولت نظامی جدید احزاب سیاسی را به حالت تعلیق درآورد و قانون شرع اسلامی را در سطح ملی اجرا کرد. بعدتر، البشیر تصفیه‌ها و اعدام‌هایی را در رده‌های بالای ارتش انجام داد، انجمن‌ها، احزاب سیاسی و روزنامه‌های مستقل را ممنوع کرد و چهره‌های برجستهٔ سیاسی و روزنامه‌نگاران را زندانی کرد. در ۱۶ اکتبر ۱۹۹۳، البشیر خود را به عنوان «رئیس‌جمهور» منصوب کرد و شورای فرماندهی انقلابی را منحل ساخت. اختیارات اجرایی و قانون‌گذاری شورا به البشیر منتقل شد.
در انتخابات عمومی ۱۹۹۶، او تنها نامزد قانونی برای رقابت بود. سودان تحت حزب کنگرهٔ ملی (NCP) به یک نظام تک‌حزبی تبدیل شد. در طول دههٔ ۱۹۹۰، حسن الترابی، که آن زمان رئیس مجلس ملی بود، به گروه‌های بنیادگرای اسلامی نزدیک شد و اسامه بن لادن را به کشور دعوت کرد. ایالات متحده متعاقباً سودان را به‌عنوان دولت حامی تروریسم فهرست کرد. پس از بمب‌گذاری سفارت‌های آمریکا در کنیا و تانزانیا توسط القاعده، ایالات متحده عملیات بی‌پایان دسترسی را انجام داد و کارخانهٔ داروسازی الشفاء را که دولت آمریکا به‌اشتباه معتقد بود برای این گروه تروریستی سلاح شیمیایی تولید می‌کند، هدف قرار داد. نفوذ الترابی آغاز به کاهش کرد و دیگرانی که خواهان رهبری عمل‌گرایانه‌تر بودند، کوشیدند انزوای بین‌المللی سودان را تغییر دهند. کشور برای آرام‌کردن منتقدان خود، اعضای جهاد اسلامی مصر را اخراج کرد و بن لادن را به خروج تشویق نمود.

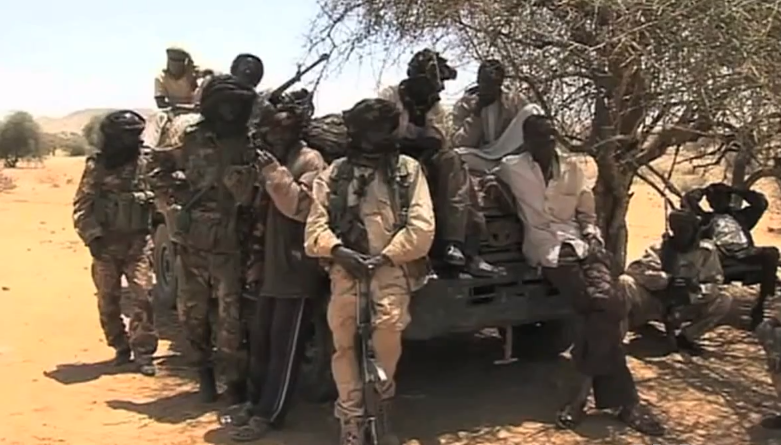
میلیشیاهای دولتی در دارفور

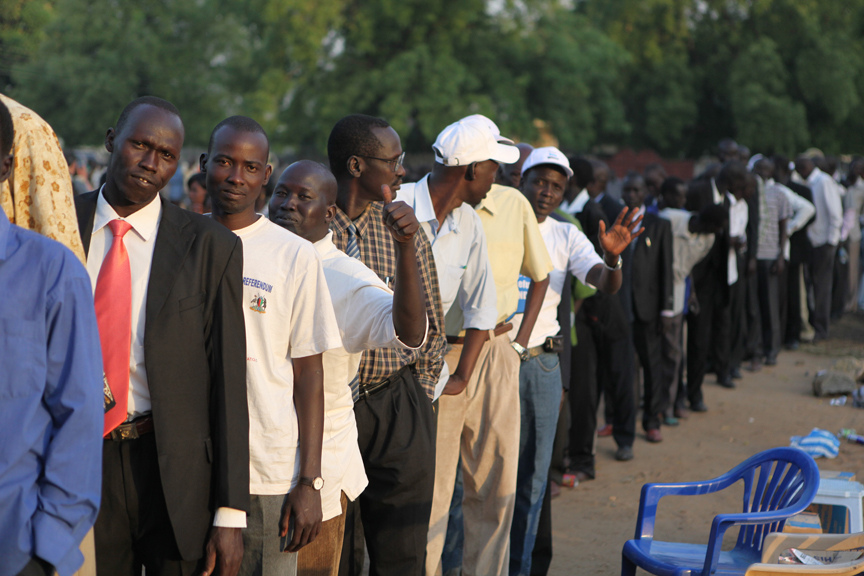
سودانی‌های جنوبی در حال انتظار برای رأی‌دادن در همه‌پرسی استقلال سودان جنوبی.

پیش از انتخابات ریاست‌جمهوری در سال ۲۰۰۰، الترابی لایحه‌ای برای کاهش اختیارات رئیس‌جمهور ارائه کرد که البشیر را واداشت به انحلال پارلمان دستور دهد و وضعیت اضطراری اعلام کند. هنگامی که الترابی با امضای توافق‌نامه با ارتش آزادی‌بخش خلق سودان خواستار تحریم کارزار انتخاباتی رئیس‌جمهور شد، البشیر مظنون شد که آن‌ها در حال توطئه برای سرنگونی دولت هستند. حسن الترابی در همان سال به زندان افتاد.
در فوریهٔ ۲۰۰۳، گروه‌های جنبش/ارتش آزادی‌بخش سودان (SLM/A) و جنبش عدالت و برابری (JEM) در دارفور دست به اسلحه بردند و دولت سودان را به سرکوب غیرعرب‌های سودانی به نفع اعراب سودانی متهم کردند که به جنگ دارفور انجامید. این درگیری از آن زمان به‌عنوان نسل‌کشی توصیف شده است، و دیوان کیفری بین‌المللی در لاهه دو حکم جلب برای البشیر صادر کرده است. شبه‌نظامیان کوچ‌نشین عرب‌زبان معروف به جنجوید متهم به ارتکاب بسیاری از این جنایات هستند.
در ۹ ژانویهٔ ۲۰۰۵، دولت با توافق‌نامهٔ صلح جامع نایروبی با جنبش آزادی‌بخش خلق سودان (SPLM) با هدف پایان‌دادن به دومین جنگ داخلی سودان امضا کرد. هیئت مأموریت سازمان ملل متحد در سودان (UNMIS) بر اساس قطعنامهٔ ۱۵۹۰ شورای امنیت برای حمایت از اجرای آن تشکیل شد. این توافق صلح پیش‌شرط همه‌پرسی استقلال سودان جنوبی در سال ۲۰۱۱ بود: نتیجه، رأی قاطع به جدایی سودان جنوبی بود؛ منطقهٔ ابیئی در آینده همه‌پرسی خود را برگزار خواهد کرد.
ارتش آزادی‌بخش خلق سودان (SPLA) عضو اصلی جبههٔ شرقی، ائتلافی از گروه‌های شورشی فعال در شرق سودان بود. پس از توافق صلح، جای آن‌ها در فوریهٔ ۲۰۰۴ با ادغام مردمان فولانی و کنگرهٔ بجا با شیرهای آزاد رشیده پر شد. توافق صلح میان دولت سودان و جبههٔ شرقی در ۱۴ اکتبر ۲۰۰۶ در اسماره امضا شد. در ۵ مهٔ ۲۰۰۶، توافق صلح دارفور برای پایان‌دادن به درگیری که تا آن زمان سه سال ادامه داشت، امضا شد. درگیری چاد و سودان (۲۰۰۵–۲۰۰۷) پس از نبرد آدره آغاز شد که منجر به اعلام جنگ توسط چاد گردید. رهبران سودان و چاد در ۳ مهٔ ۲۰۰۷ در عربستان سعودی توافق‌نامه‌ای برای توقف سرایت جنگ دارفور به مرز ۱٬۰۰۰-کیلومتر (۶۰۰-مایل) مشترک امضا کردند.
در ژوئیهٔ ۲۰۰۷، کشور دچار سیل‌های ویرانگر شد، که بیش از ۴۰۰ هزار نفر را مستقیماً تحت تأثیر قرار داد. از سال ۲۰۰۹، مجموعه‌ای از درگیری‌های عشایری میان قبایل کوچ‌نشین رقیب در سودان و سودان جنوبی موجب تلفات گسترده غیرنظامیان شده است.

#### تقسیم و بازسازی
درگیری سودان در کردفان جنوبی و نیل آبی در اوایل دههٔ ۲۰۱۰ میان نیروهای مسلح سودان و جبهه انقلابی سودان، به‌عنوان یک مناقشه بر سر منطقهٔ نفت‌خیز ابیی در ماه‌های منتهی به استقلال سودان جنوبی در سال ۲۰۱۱ آغاز شد، هرچند این درگیری همچنین به جنگ داخلی در دارفور که به‌صورت اسمی حل‌وفصل شده بود نیز مرتبط است. یک سال بعد در ۲۰۱۲ و در جریان بحران هجلیگ، سودان در جنگی بر سر مناطق نفت‌خیز میان ایالت وحدت سودان جنوبی و ایالت کردفان جنوبی سودان، به پیروزی بر سودان جنوبی دست یافت. این وقایع بعدها به‌عنوان انتفاضهٔ سودان شناخته شد که تنها در سال ۲۰۱۳ و پس از وعدهٔ البشیر مبنی بر نامزد نشدن در انتخابات ۲۰۱۵ پایان یافت. او بعداً این وعده را زیر پا گذاشت و در انتخابات ۲۰۱۵ نامزد شد و از طریق تحریم انتخابات از سوی مخالفانی که معتقد بودند انتخابات آزاد و منصفانه نخواهد بود، پیروز شد. مشارکت رأی‌دهندگان به میزان پایین ۴۶٪ رسید.
در ۱۳ ژانویهٔ ۲۰۱۷، رئیس‌جمهور آمریکا باراک اوباما فرمان اجرایی‌ای را امضا کرد که بسیاری از تحریم‌های اعمال‌شده علیه سودان و دارایی‌های دولت آن در خارج را لغو می‌کرد. در ۶ اکتبر ۲۰۱۷، دونالد ترامپ بیشتر تحریم‌های باقی‌مانده علیه این کشور را لغو کرد.

#### انقلاب ۲۰۱۹ سودان و دولت انتقالی

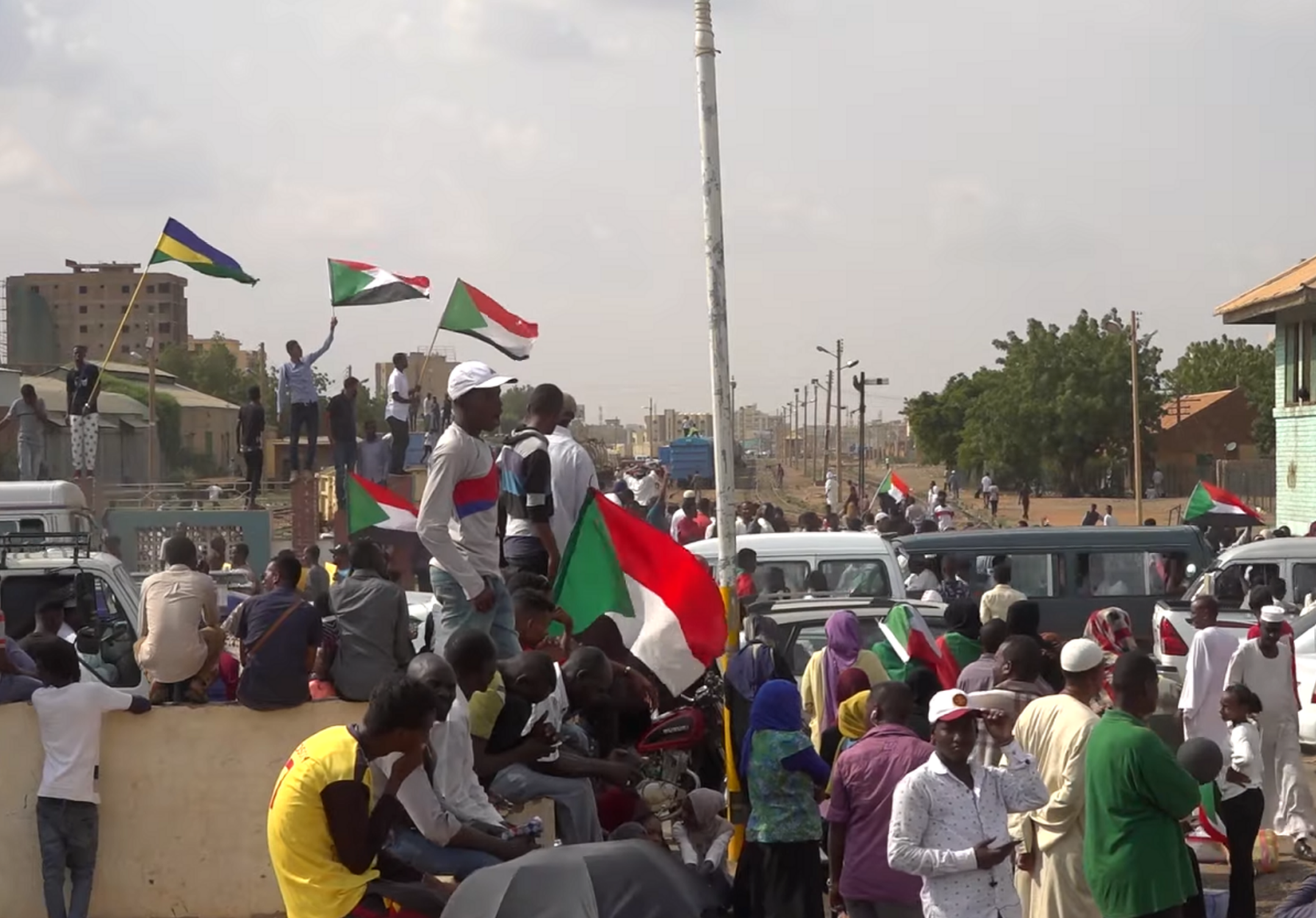
معترضان سودانی جشن امضای اعلامیهٔ قانون اساسی پیش‌نویس در ۱۷ اوت ۲۰۱۹ میان نمایندگان نظامی و غیرنظامی را گرفته‌اند.

در ۱۹ دسامبر ۲۰۱۸، اعتراضات گسترده پس از تصمیم دولت برای سه‌برابر کردن قیمت کالاها، در شرایطی که کشور با کمبود شدید ارز خارجی و تورم ۷۰ درصدی روبه‌رو بود، آغاز شد. علاوه بر این، رئیس‌جمهور عمر البشیر که بیش از ۳۰ سال در قدرت بود، از کناره‌گیری خودداری کرد که منجر به اتحاد گروه‌های مخالف برای تشکیل یک ائتلاف متحد شد. دولت با دستگیری بیش از ۸۰۰ تن از چهره‌های مخالف و معترضان واکنش نشان داد که بنا بر گزارش دیدبان حقوق بشر، به کشته‌شدن حدود ۴۰ نفر انجامید، هرچند گزارش‌های محلی و مردمی شمار بیشتری را اعلام کردند. پس از تحصن گسترده در برابر مقر اصلی نیروهای مسلح سودان و برکناری دولت او در ۱۱ آوریل ۲۰۱۹، اعتراضات ادامه یافت و ستاد کل نیروهای مسلح تصمیم به مداخله گرفت و دستور بازداشت البشیر و اعلام وضعیت اضطراری سه‌ماهه را صادر کرد. در ۳ ژوئن، بیش از ۱۰۰ نفر پس از آن‌که نیروهای امنیتی برای متفرق کردن تحصن از گاز اشک‌آور و گلولهٔ جنگی استفاده کردند، در آنچه به کشتار خارطوم معروف شد، جان باختند، که این امر موجب تعلیق عضویت سودان در اتحادیهٔ آفریقا شد. گزارش شده است که جوانان سودانی محرک اصلی اعتراضات بودند. اعتراضات زمانی پایان یافت که نیروهای آزادی و تغییر (ائتلاف گروه‌های سازمان‌دهندهٔ اعتراضات) و شورای نظامی انتقالی (دولت نظامی حاکم) توافق‌نامهٔ سیاسی ژوئیهٔ ۲۰۱۹ و پیش‌نویس اعلامیهٔ قانون اساسی اوت ۲۰۱۹ را امضا کردند.
نهادها و روندهای انتقالی شامل ایجاد یک شورای حاکمیت انتقالی مشترک نظامی-غیرنظامی به‌عنوان رئیس کشور، یک رئیس قوهٔ قضائیهٔ جدید قاضی‌القضات سودان به نام نعمات عبدالله خیر و یک نخست‌وزیر جدید بود. نخست‌وزیر پیشین، عبدالله حمدوک، اقتصاددان ۶۱ ساله که پیش‌تر برای کمیسیون اقتصادی سازمان ملل متحد برای آفریقا کار کرده بود، در ۲۱ اوت ۲۰۱۹ سوگند یاد کرد. او مذاکراتی را با صندوق بین‌المللی پول و گروه بانک جهانی برای تثبیت اقتصادی که به دلیل کمبود مواد غذایی، سوخت و ارز خارجی در وضعیت وخیمی قرار داشت، آغاز کرد. حمدوک برآورد کرد که ۱۰ میلیارد دلار در دو سال برای توقف بحران کافی است و گفت که بیش از ۷۰٪ از بودجهٔ ۲۰۱۸ صرف اقدامات مربوط به جنگ داخلی شده است. دولت‌های عربستان سعودی و امارات متحدهٔ عربی از زمان برکناری البشیر، سرمایه‌گذاری‌های قابل‌توجهی در حمایت از شورای نظامی داشته‌اند. در ۳ سپتامبر، حمدوک ۱۴ وزیر غیرنظامی را منصوب کرد که در میان آن‌ها نخستین وزیر امور خارجهٔ زن و نخستین مسیحی قبطی، که او هم زن بود، قرار داشت. تا اوت ۲۰۲۱، کشور به‌طور مشترک توسط رئیس شورای حاکمیت انتقالی عبدالفتاح البرهان و نخست‌وزیر عبدالله حمدوک اداره می‌شد.

#### کودتای ۲۰۲۱ و رژیم البرهان
دولت سودان در ۲۱ سپتامبر ۲۰۲۱ اعلام کرد که تلاش نافرجامی برای یک کودتا از سوی ارتش صورت گرفته که به بازداشت ۴۰ افسر نظامی انجامیده است.
یک ماه پس از این کودتای نافرجام، کودتای نظامی دیگری در ۲۵ اکتبر ۲۰۲۱ منجر به برکناری دولت غیرنظامی، از جمله نخست‌وزیر وقت، عبدالله حمدوک شد. این کودتا به رهبری ژنرال عبدالفتاح البرهان انجام گرفت که سپس وضعیت فوق‌العاده اعلام کرد. البرهان به عنوان رئیس دولت دفاکتوی سودان روی کار آمد و در ۱۱ نوامبر ۲۰۲۱ دولتی جدید با پشتیبانی ارتش تشکیل داد.
در ۲۱ نوامبر ۲۰۲۱، حمدوک پس از امضای توافق سیاسی توسط البرهان برای بازگرداندن روند گذار به حکومت غیرنظامی (هرچند که کنترل را حفظ کرد) دوباره به سمت نخست‌وزیر منصوب شد. این توافق ۱۴ ماده‌ای خواستار آزادی همهٔ زندانیان سیاسی بازداشت‌شده در جریان کودتا شد و مقرر کرد که اعلامیهٔ قانون اساسی ۲۰۱۹ همچنان مبنای گذار سیاسی باقی بماند. حمدوک رئیس پلیس، خالد مهدی ابراهیم الامام، و معاون او، علی ابراهیم، را برکنار کرد.
در ۲ ژانویهٔ ۲۰۲۲، حمدوک پس از یکی از خونین‌ترین اعتراضات تا آن زمان، استعفای خود را از سمت نخست‌وزیری اعلام کرد. او با عثمان حسین جایگزین شد. تا مارس ۲۰۲۲ بیش از ۱۰۰۰ نفر، از جمله ۱۴۸ کودک، به دلیل مخالفت با کودتا بازداشت شده بودند، ۲۵ مورد اتهام تجاوز جنسی مطرح شد و ۸۷ نفر کشته شدند که از این میان ۱۱ نفر کودک بودند.

#### ۲۰۲۳–اکنون: درگیری داخلی

وضعیت نظامی تا ۸ مارس ۲۰۲۴
(نقشهٔ تفصیلی)

در آوریل ۲۰۲۳، هم‌زمان با بحث بر سر طرحی میانجی‌گری‌شدهٔ بین‌المللی برای گذار به حکومت غیرنظامی، کشمکش بر سر قدرت میان فرماندهٔ ارتش (و رهبر ملیِ دفاکتو) عبدالفتاح البرهان و معاونش، محمد حمدان دقلو، رئیس نیروهای واکنش سریع (RSF) که از شبه‌نظامیان جنجوید تشکیل شده بود، شدت گرفت.
در ۱۵ آوریل ۲۰۲۳، این درگیری به جنگ داخلی انجامید که با نبردهای خیابانی در خارطوم میان ارتش و نیروهای واکنش سریع— با حضور نیروها، تانک‌ها و هواپیماها — آغاز شد. تا روز سوم، بر اساس گزارش سازمان ملل متحد، ۴۰۰ نفر کشته و دست‌کم ۳۵۰۰ نفر زخمی شدند. سه تن از کشته‌شدگان از کارکنان برنامهٔ جهانی غذا بودند که این امر موجب تعلیق فعالیت این سازمان در سودان شد، هرچند قحطی در بیشتر نقاط کشور ادامه داشت. ژنرال سودانی یاسر العطا گفت که امارات متحدهٔ عربی به نیروهای واکنش سریع تجهیزات ارسال کرده که در جنگ به کار رفته‌اند.
هر دو طرف، یعنی نیروهای مسلح سودان و نیروهای واکنش سریع، به ارتکاب جنایت جنگی متهم شده‌اند. تا ۲۹ دسامبر ۲۰۲۳، بیش از ۵٫۸ میلیون نفر در داخل کشور آواره و بیش از ۱٫۵ میلیون نفر دیگر به خارج پناهنده شده بودند، و شمار زیادی از غیرنظامیان در دارفور در چارچوب کشتارهای مسالیت کشته شدند. در شهر الجنینه تا ۱۵٬۰۰۰ نفر کشته شدند.
در پی این جنگ، برنامهٔ جهانی غذا در گزارشی در ۲۲ فوریهٔ ۲۰۲۴ اعلام کرد که بیش از ۹۵٪ جمعیت سودان توانایی تأمین حتی یک وعده غذا در روز را ندارند. در آوریل ۲۰۲۴، سازمان ملل گزارش داد که بیش از ۸٫۶ میلیون نفر مجبور به ترک خانه‌های خود شده‌اند و ۱۸ میلیون نفر با گرسنگی شدید روبه‌رو هستند که پنج میلیون نفر از آنان در سطح اضطراری قرار دارند. در مه ۲۰۲۴، مقام‌های دولت آمریکا برآورد کردند که تنها در یک سال گذشته، دست‌کم ۱۵۰٬۰۰۰ نفر در این جنگ کشته شده‌اند. هدف‌گیری آشکار جوامع بومی سیاه‌پوست توسط نیروهای واکنش سریع، به‌ویژه در اطراف شهر الفاشر، باعث شد مقام‌های بین‌المللی نسبت به خطر تکرار نسل‌کشی دیگری در دارفور هشدار دهند.
در ۳۱ مهٔ ۲۰۲۴، النور هولمز نورتن، نمایندهٔ کنگرهٔ آمریکا، کنفرانسی را در مجلس نمایندگان برای رسیدگی به بحران انسانی سودان برگزار کرد. گزارشی از وزارت خارجهٔ آمریکا دربارهٔ نقش امارات متحدهٔ عربی در سودان، از جمله جنایت‌های جنگی و صادرات تسلیحات، محور اصلی این نشست بود. یکی از سخنرانان، محمد سیف‌الدین، عضو شورای شهر، خواستار پایان دخالت امارات در سودان شد و گفت که نقش این کشور در استفاده از نیروهای واکنش سریع در سودان و نیز در جنگ داخلی یمن «باید متوقف شود». سیف‌الدین به همراه دیگر سخنران، هاگیر اس. الشیخ، از جامعهٔ جهانی خواست تا هرگونه حمایت از نیروهای واکنش سریع را متوقف کند و به نقش ویرانگر این گروه در سودان اشاره کرد. الشیخ همچنین پیشنهاد کرد از رسانه‌های اجتماعی برای آگاهی‌بخشی دربارهٔ جنگ سودان استفاده شود و به نمایندگان منتخب آمریکا فشار آورده شود تا فروش سلاح به امارات را متوقف کنند. تازه‌ترین گزارش ارائه‌شده به سازمان ملل می‌گوید که در سال ۲۰۲۵، ۳۰٫۴ میلیون نفر در سودان به دلیل درگیری‌های نظامی به کمک‌های بشردوستانه نیاز خواهند داشت.

## جغرافیا

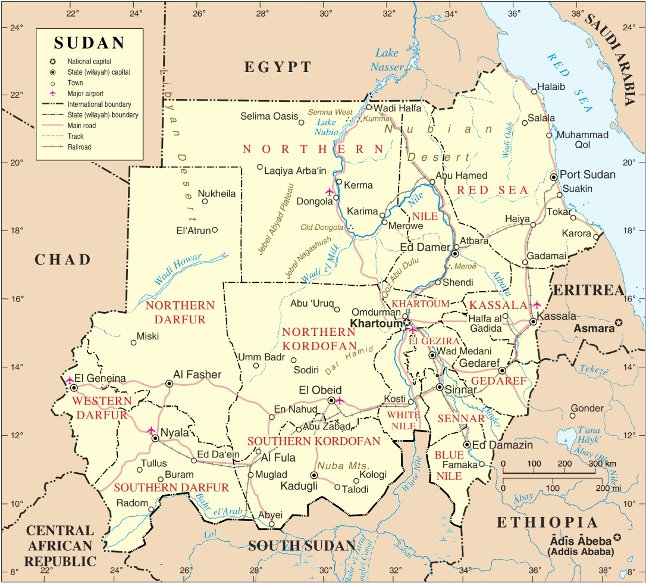
نقشه‌ای از سودان. مثلث حلایب از سال ۲۰۰۰ تحت ادارهٔ مورد مناقشهٔ مصر است.

نقشهٔ سامانه طبقه‌بندی اقلیمی کوپن سودان

سودان در شمال آفریقا واقع شده است و ۸۵۳ کیلومتر (۵۳۰ مایل) خط ساحلی در کنار دریای سرخ دارد. این کشور با مصر، اریتره، اتیوپی، سودان جنوبی، جمهوری آفریقای مرکزی، چاد و لیبی مرز زمینی دارد. با مساحتی برابر با ۱٬۸۸۶٬۰۶۸ کیلومتر مربع (۷۲۸٬۲۱۵ مایل مربع)، سومین کشور بزرگ قاره (پس از الجزایر و جمهوری دموکراتیک کنگو) و پانزدهمین کشور بزرگ در جهان است.
سودان بین عرض‌های جغرافیایی ۸° و ۲۳°شمالی قرار دارد. زمین آن عمدتاً از دشت‌های مسطح تشکیل شده است که با چند رشته‌کوه قطع می‌شوند. در غرب، دریبا (کالدره) (۳٬۰۴۲ متر یا ۹٬۹۸۰ فوت) در کوه‌های مره بلندترین نقطهٔ سودان است. در شرق، کوه‌های دریای سرخ قرار دارند.
رودهای نیل آبی و نیل سفید در خارطوم به هم می‌پیوندند و نیل را تشکیل می‌دهند که به‌سمت شمال از میان مصر به دریای مدیترانه جریان می‌یابد. مسیر نیل آبی در سودان نزدیک به ۸۰۰ کیلومتر (۴۹۷ مایل) طول دارد و در فاصلهٔ میان سنار و خارطوم، رودهای دینْدر و رَهَد به آن می‌پیوندند. نیل سفید درون سودان شاخهٔ مهمی ندارد.
چندین سد بر روی نیل آبی و نیل سفید ساخته شده‌اند. از جمله سد سنار و سد روصیرص بر روی نیل آبی و سد جبل اولیا بر روی نیل سفید. همچنین دریاچه ناصر در مرز سودان و مصر قرار دارد.
منابع غنی معدنی در سودان وجود دارند، از جمله پنبهٔ نسوز، کرومیت، کبالت، مس، طلا، گرانیت، سنگ گچ، آهن، کائولینیت، سرب، منگنز، میکا، گاز طبیعی، نیکل، نفت، نقره، قلع، اورانیوم و روی. در سال ۲۰۱۵، تولید طلای سودان ۸۲ تُن بود.

### اقلیم
میزان بارندگی به‌سمت جنوب افزایش می‌یابد. بخش‌های مرکزی و شمالی دارای نواحی بسیار خشک و نیمه‌بیابانی هستند، مانند بیابان نوبیه در شمال‌شرق و بیابان بیوضه در شرق؛ در جنوب، علفزارها و ساوانای گرمسیری قرار دارند. فصل بارانی سودان در شمال حدود چهار ماه (از ژوئن تا سپتامبر) و در جنوب تا شش ماه (از مه تا اکتبر) ادامه دارد.  
مناطق خشک دچار طوفان شن می‌شوند که به نام هبوب شناخته می‌شوند و می‌توانند خورشید را به‌طور کامل بپوشانند. در نواحی نیمه‌بیابانی شمالی و غربی، مردم برای کشاورزی ابتدایی به بارش‌های اندک تکیه دارند و بسیاری عشایر کوچ‌نشین هستند که همراه با گله‌های گوسفند و شتر خود جابه‌جا می‌شوند. در نزدیکی رود نیل، مزارع آبیاری‌شدهٔ خوبی وجود دارد که در آن‌ها کشاورزی نقدی انجام می‌شود. مدت تابش خورشید در سراسر کشور بسیار زیاد است، به‌ویژه در بیابان‌ها که می‌تواند به بیش از ۴٬۰۰۰ ساعت در سال برسد.

### مسائل زیست‌محیطی

سودان سیزدهمین کشور دارای بیشترین فشار آبی در جهان است.

بیابان‌زایی یک مشکل جدی در سودان است. همچنین نگرانی‌هایی دربارهٔ فرسایش خاک وجود دارد. گسترش کشاورزی، هم عمومی و هم خصوصی، بدون اقدامات حفاظتی پیش رفته است. پیامدهای آن به‌صورت جنگل‌زدایی، خشکی خاک، کاهش حاصلخیزی خاک و پایین‌رفتن سطح ایستابی آشکار شده است.
حیات وحش کشور توسط شکار غیرقانونی تهدید می‌شود. تا سال ۲۰۰۱، بیست‌ویک گونه پستاندار و ۹ گونه پرنده در معرض خطر بودند، همچنین دو گونه گیاه. گونه‌های به‌شدت در معرض خطر شامل اکراس سرتاس شمالی، کرگدن سفید شمالی، گاوگوزن تورا، آهوی شاخ‌باریک و لاک‌پشت پوزه‌عقابی هستند. تیزشاخ آفریقایی در طبیعت منقرض شده است.

## دولت و سیاست
سیاست سودان رسماً در چارچوب یک جمهوری فدرال اقتدارگرای اسلامی تا آوریل ۲۰۱۹ جریان داشت، زمانی که رژیم رئیس‌جمهور عمر البشیر در یک کودتای نظامی به رهبری معاون رئیس‌جمهور احمد عوض بن عوف سرنگون شد. او در نخستین گام، شورای نظامی انتقالی را برای ادارهٔ امور داخلی کشور تأسیس کرد. همچنین قانون اساسی را معلق و پارلمان دو مجلسی – مجلس ملی (مجلس سفلی) و شورای ایالات (مجلس علیا) – را منحل کرد. با این حال، ابن عوف تنها یک روز در سمت خود باقی ماند و سپس استعفا داد و رهبری شورای نظامی انتقالی به عبدالفتاح البرهان واگذار شد.
در ۴ اوت ۲۰۱۹، یک «اعلامیهٔ قانون اساسی» جدید میان نمایندگان شورای نظامی انتقالی و نیروهای آزادی و تغییر امضا شد و در ۲۱ اوت ۲۰۱۹، شورای نظامی انتقالی رسماً به‌عنوان رئیس کشور توسط یک شورای حاکمیت انتقالی ۱۱ نفره جایگزین شد و نخست‌وزیری غیرنظامی نیز به‌عنوان رئیس دولت منصوب شد. بر اساس شاخص‌های دموکراسی V-Dem در سال ۲۰۲۳، سودان ششمین کشور کمدموکراتیک در آفریقا بود.
در آوریل ۲۰۲۵، در جریان جنگ داخلی سودان، یک دولت صلح و وحدت رقیب برای ادارهٔ مناطق تحت کنترل نیروهای واکنش سریع و گروه‌های متحد آن تشکیل شد.

### شریعت اسلامی

#### در دوران نمیری
در سپتامبر ۱۹۸۳، رئیس‌جمهور جعفر نمیری شریعت اسلامی را در سودان معرفی کرد که به‌عنوان «قوانین سپتامبر» شناخته می‌شود. او به‌طور نمادین مشروبات الکلی را کنار گذاشت و حدود شرعی مانند قطع عضو علنی را اجرا کرد. حسن الترابی از این اقدام حمایت کرد، در حالی‌که صادق المهدی نظر مخالف داشت. ترابی و متحدانش درون رژیم همچنین با خودمختاری در جنوب، قانون اساسی سکولار و پذیرش فرهنگ‌های غیر اسلامی مخالفت کردند. یکی از شرایط آشتی ملی، بازنگری در توافق آدیس‌آبابا ۱۹۷۲ بود که به جنوب خودگردانی اعطا کرده بود؛ این امر بازتابی از ناکامی در سازگار کردن حقوق اقلیت‌ها و بهره‌برداری از رد نژادپرستی در اسلام بود.
اقتصاد اسلامی در اوایل ۱۹۸۴ دنبال شد و بهرهٔ بانکی را حذف و زکات را برقرار کرد. نمیری در سال ۱۹۸۴ خود را «امام امت سودان» اعلام کرد.

#### در دوران البشیر
در دوران حکومت عمر البشیر، نظام حقوقی سودان بر پایهٔ احکام اسلام بنا شده بود. توافق نایواشا در سال ۲۰۰۵، که به جنگ داخلی میان شمال و جنوب سودان پایان داد، برخی حمایت‌ها برای غیر مسلمانان در خارطوم ایجاد کرد. اجرای شریعت اسلامی در سودان از نظر جغرافیایی ناهماهنگ بود.
سنگسار یکی از مجازات‌های قضایی در سودان بود. بین سال‌های ۲۰۰۹ تا ۲۰۱۲، چندین زن به مرگ از طریق سنگسار محکوم شدند. شلاق‌زنی نیز یک مجازات قانونی بود. بین سال‌های ۲۰۰۹ تا ۲۰۱۴، بسیاری از افراد به ۴۰ تا ۱۰۰ ضربه شلاق محکوم شدند. در اوت ۲۰۱۴، چندین مرد سودانی پس از شلاق خوردن در بازداشت جان باختند. ۵۳ مسیحی در سال ۲۰۰۱ شلاق خوردند. قوانین نظم عمومی به مأموران پلیس اجازه می‌داد زنان را که به بی‌عفتی عمومی متهم می‌شدند، در ملأ عام شلاق بزنند.
تصلیب نیز یکی از مجازات‌های قانونی بود. در سال ۲۰۰۲، ۸۸ نفر به جرم‌هایی همچون قتل، سرقت مسلحانه و مشارکت در درگیری‌های قومی به اعدام محکوم شدند. عفو بین‌الملل نوشت که آن‌ها می‌توانستند یا با دار یا از طریق تصلیب اعدام شوند.
دیوان بین‌المللی دادگستری صلاحیت قضایی خود را پذیرفته است، هرچند با حق شرط. طبق شرایط توافق‌نامهٔ نایواشا، قانون اسلامی در سودان جنوبی اعمال نمی‌شد. پس از جدایی سودان جنوبی، این مسئله که آیا شریعت اسلامی در مورد اقلیت‌های غیرمسلمان حاضر در سودان اعمال خواهد شد یا نه، با ابهام روبه‌رو شد؛ به‌ویژه به‌دلیل اظهارات متناقض عمر البشیر در این باره.
قوهٔ قضاییهٔ سودان شامل یک دیوان قانون اساسی با ۹ قاضی، دیوان عالی ملی، دیوان تمییز و دیگر دادگاه‌های ملی است؛ کمیسیون خدمات قضایی ملی مدیریت کلی قوهٔ قضاییه را بر عهده دارد.

#### پس از البشیر
پس از برکناری عمر البشیر، قانون اساسی موقت که در اوت ۲۰۱۹ امضا شد، هیچ اشاره‌ای به شریعت اسلامی نداشت. از ۱۲ ژوئیهٔ ۲۰۲۰، سودان قانون ارتداد، مجازات شلاق‌زنی و ممنوعیت الکل برای غیرمسلمانان را لغو کرد. پیش‌نویس این قانون در اوایل ژوئیه تصویب شده بود. سودان همچنین بریدن آلت زنانه را جرم‌انگاری کرد و برای آن مجازات حبس تا سه سال تعیین نمود. در سپتامبر ۲۰۲۰ توافقی میان دولت انتقالی و رهبران گروه‌های شورشی امضا شد که طبق آن دولت پذیرفت دین و دولت را رسماً از هم جدا کند و به سه دهه حکومت تحت شریعت اسلامی پایان دهد. همچنین توافق شد که هیچ دین رسمی برای دولت تعیین نگردد.

### تقسیمات کشوری
سودان به ۱۸ ایالت تقسیم شده است. این ایالت‌ها به ۱۳۳ ناحیه تقسیم می‌شوند.

- جزیره
- قضارف
- نیل آبی
- دارفور مرکزی
- دارفور شرقی
- کسلا
- خارطوم
- دارفور شمالی
- کردفان شمالی
- شمالی
- دریای سرخ
- رود نیل
- سنار
- دارفور جنوبی
- کردفان جنوبی
- دارفور غربی
- کردفان غربی
- نیل سفید

### نهادهای منطقه‌ای
افزون بر ایالت‌ها، نهادهای اداری منطقه‌ای نیز بر پایهٔ توافق‌نامه‌های صلح میان دولت مرکزی و گروه‌های شورشی ایجاد شده‌اند.
- دولت منطقه‌ای دارفور بر پایهٔ توافق‌نامه صلح دارفور برای هماهنگی میان ایالت‌های تشکیل‌دهندهٔ منطقهٔ دارفور ایجاد شد.
- شورای هماهنگی ایالت‌های سودان شرقی بر پایهٔ توافق‌نامه صلح سودان شرقی میان دولت سودان و شورشیان جبههٔ شرقی ایجاد شد تا نقش یک نهاد هماهنگ‌کننده برای سه ایالت شرقی را ایفا کند.
- منطقهٔ ابیی که در مرز میان سودان جنوبی و جمهوری سودان واقع است، در حال حاضر دارای جایگاه اداری ویژه است و توسط یک ادارهٔ ابیی اداره می‌شود. قرار بود در سال ۲۰۱۱ همه‌پرسی‌ای در این منطقه برگزار شود تا مشخص شود بخشی از سودان جنوبی یا جمهوری سودان باقی بماند.

### مناطق مورد مناقشه و مناطق درگیری
- در آوریل ۲۰۱۲، ارتش سودان جنوبی میدان نفتی هجلیج را از سودان تصرف کرد که بعدتر ارتش سودان آن را بازپس گرفت.
- کافیا کنجی و پارک ملی رادوم در سال ۱۹۵۶ بخشی از استان بحرالغزال بودند.[۲۴۱] سودان استقلال سودان جنوبی را بر پایهٔ مرزهای یکم ژانویهٔ ۱۹۵۶ به رسمیت شناخته است.[۲۴۲]
- ابیی منطقه‌ای مورد مناقشه میان سودان و سودان جنوبی است. این منطقه در حال حاضر تحت ادارهٔ سودان است.
- ایالت‌های کردفان جنوبی و نیل آبی باید «مشورت‌های مردمی» برگزار کنند تا آیندهٔ قانون اساسی خود را در چارچوب سودان تعیین کنند.
- مثلث حلایب منطقه‌ای مورد مناقشه میان سودان و مصر است. این منطقه در حال حاضر تحت ادارهٔ مصر است.
- بیر طویل یک سرزمین بلاصاحب در مرز میان مصر و سودان است که هیچ‌یک از این دو کشور ادعایی بر آن ندارند.

### روابط خارجی

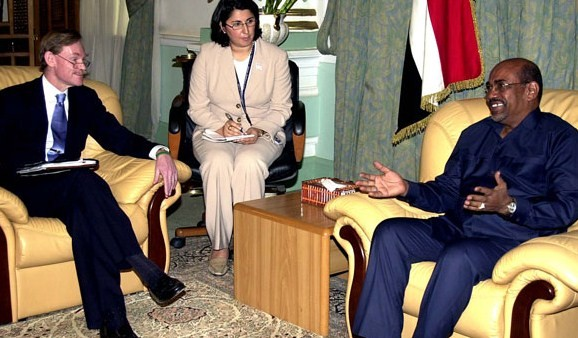
عمر البشیر (راست) و معاون وزیر امور خارجهٔ ایالات متحده رابرت زولیک، ۲۰۰۵

سودان به دلیل موضع اسلامی رادیکال خود، روابط پرچالشی با بسیاری از همسایگان و بخش بزرگی از جامعهٔ جهانی داشته است. در بخش بزرگی از دههٔ ۱۹۹۰، اوگاندا، کنیا و اتیوپی با پشتیبانی ایالات متحده ائتلاف موقتی به نام «کشورهای خط مقدم» تشکیل دادند تا نفوذ دولت اخوان‌المسلمین سودان را مهار کنند. دولت سودان از گروه‌های شورشی ضد اوگاندایی مانند ارتش مقاومت پروردگار (LRA) حمایت می‌کرد.
با ظهور تدریجی رژیم جبههٔ اسلامی ملی در خارطوم به‌عنوان یک تهدید واقعی برای منطقه و جهان، ایالات متحده سودان را در فهرست حامیان حکومتی تروریسم قرار داد. پس از این اقدام، اخوان‌المسلمین سودان تصمیم گرفت روابط خود را با عراق و سپس ایران، که دو کشور بحث‌برانگیز منطقه بودند، توسعه دهد.
از اواسط دههٔ ۱۹۹۰، سودان به تدریج مواضع خود را تعدیل کرد، نتیجهٔ افزایش فشار ایالات متحده پس از بمب‌گذاری سفارت‌های آمریکا در ۱۹۹۸ در تانزانیا و کنیا و نیز توسعهٔ میدان‌های نفتی‌ای که پیش‌تر در دست شورشیان بود. سودان همچنین با مصر بر سر مثلث حلایب اختلاف ارضی دارد. از سال ۲۰۰۳، روابط خارجی سودان حول محور پشتیبانی از پایان دادن به دومین جنگ داخلی سودان و محکومیت حمایت دولت از شبه‌نظامیان در جنگ دارفور متمرکز بوده است.
سودان روابط اقتصادی گسترده‌ای با چین دارد. چین ده درصد از نفت خود را از سودان تأمین می‌کند. بنا به گفتهٔ یکی از وزیران پیشین دولت سودان، چین بزرگ‌ترین تأمین‌کنندهٔ سلاح سودان است.
در دسامبر ۲۰۰۵، سودان یکی از معدود کشورهایی شد که حاکمیت مراکش بر صحرای غربی را به رسمیت شناخت.

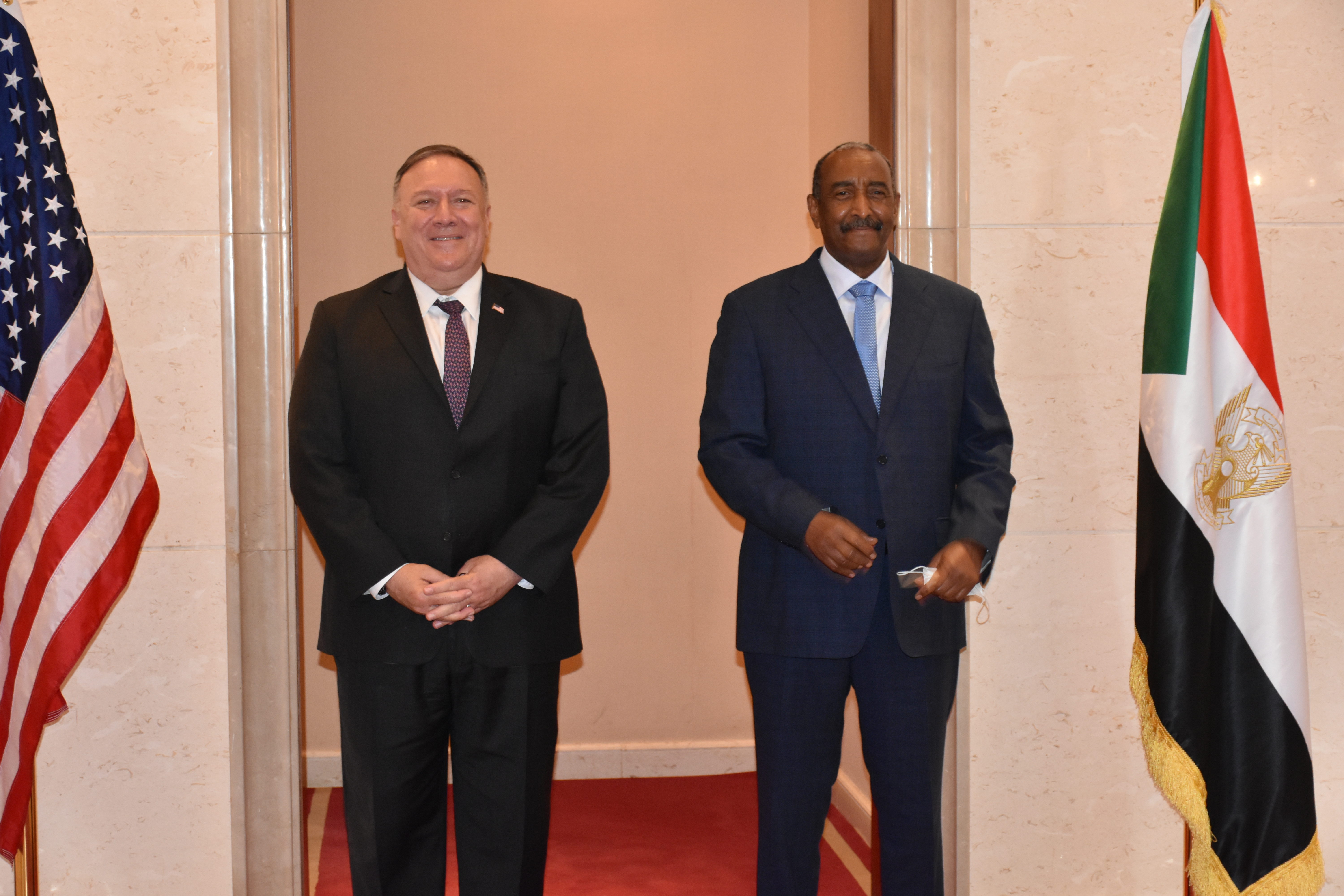
رئیس شورای حاکمیتی سودان، ژنرال عبدالفتاح البرهان، همراه با وزیر امور خارجهٔ آمریکا مایک پومپئو، ۲۰۲۰

در سال ۲۰۱۵، سودان در مداخله به رهبری عربستان سعودی در جنگ داخلی یمن علیه جنبش حوثی‌ها و نیروهای وفادار به رئیس‌جمهور پیشین علی عبدالله صالح شرکت کرد، که در جریان قیام ۲۰۱۱ سرنگون شد.
در ژوئن ۲۰۱۹، سودان به دلیل نبود پیشرفت در ایجاد یک نهاد انتقالی غیرنظامی، پس از نشست اولیهٔ اتحادیه پس از کودتای ۱۱ آوریل ۲۰۱۹، از اتحادیهٔ آفریقا تعلیق شد.
در ۲۳ اکتبر ۲۰۲۰، رئیس‌جمهور آمریکا دونالد ترامپ اعلام کرد که سودان روابط خود را با اسرائیل عادی‌سازی خواهد کرد و بدین ترتیب سومین کشور عربی شد که به‌عنوان بخشی از پیمان ابراهیم میانجی‌گری‌شده توسط آمریکا چنین اقدامی می‌کند. در ۱۴ دسامبر، دولت ایالات متحده نام سودان را از فهرست دولت‌های حامی تروریسم حذف کرد؛ بخشی از این توافق شامل پرداخت ۳۳۵ میلیون دلار غرامت توسط سودان به قربانیان بمب‌گذاری ۱۹۹۸ سفارت ایالات متحده بود.
اختلاف میان سودان و اتیوپی بر سر سد نوزایی بزرگ در سال ۲۰۲۱ شدت گرفت. یکی از مشاوران رهبر سودان عبدالفتاح البرهان از درگیری آبی‌ای سخن گفت که «می‌تواند وحشتناک‌تر از آن چیزی باشد که بتوان تصور کرد».
در فوریهٔ ۲۰۲۲ گزارش شد که یک فرستادهٔ سودانی به اسرائیل سفر کرده است تا روابط میان دو کشور را تقویت کند.
در ماه‌های نخست ۲۰۲۳، درگیری‌ها از سر گرفته شد؛ عمدتاً میان نیروهای نظامی تحت فرماندهی ژنرال عبدالفتاح البرهان، فرماندهٔ ارتش و رئیس واقعی کشور، و نیروهای واکنش سریع به رهبری رقیبش، ژنرال محمد حمدان دقلو. در نتیجه، ایالات متحده و بیشتر کشورهای اروپایی سفارتخانه‌های خود را در خارطوم بستند. در سال ۲۰۲۳ برآورد شد که حدود ۱۶٬۰۰۰ آمریکایی در سودان حضور دارند که نیاز به تخلیه دارند. در غیاب یک برنامهٔ رسمی تخلیه از سوی وزارت خارجهٔ ایالات متحده، بسیاری از آمریکایی‌ها ناچار شدند به سفارتخانه‌های سایر کشورها رجوع کنند و بسیاری به نایروبی گریختند. گزارش شد که سفارت ترکیه به آمریکایی‌ها اجازه داده است تا در عملیات تخلیهٔ شهروندان ترکیه مشارکت کنند. گروهی به نام TRAKboys، یک سازمان سیاسی مستقر در آفریقای جنوبی که با گروه واگنر—یک پیمانکار نظامی خصوصی روسی فعال در سودان از سال ۲۰۱۷—درگیر شده بود، به تخلیهٔ هر دو گروه آمریکاییان سیاه‌پوست و شهروندان سودانی به مکان‌های امن در آفریقای جنوبی کمک کرده است.
در ۱۵ آوریل ۲۰۲۴، فرانسه میزبان یک کنفرانس بین‌المللی دربارهٔ سودان بود که یک‌سالگی آغاز جنگ در این کشور شمال‌شرقی آفریقا را که به بحران انسانی و سیاسی انجامیده بود، نشان‌گذاری کرد. این کشور از جامعهٔ جهانی درخواست حمایت کرد و هدف آن جلب توجه به بحرانی بود که مقام‌ها معتقد بودند تحت‌الشعاع درگیری‌های جاری در خاورمیانه قرار گرفته است.
در ۱۴ فوریهٔ ۲۰۲۵، امارات متحدهٔ عربی «کنفرانس سطح بالای بشردوستانه برای مردم سودان» را در آدیس آبابا برگزار کرد. دولت سودان این کنفرانس را که به میزبانی کمیسیون اقتصادی سازمان ملل متحد برای آفریقا (UNECA) برگزار شد، محکوم کرد و همچنین آنتونیو گوترش و موسی فقی را به خاطر حضور در آن مورد انتقاد قرار داد. دولت، امارات را متهم کرد که کمک ۲۰۰ میلیون دلاری اعلام‌شده برای سودان را به‌عنوان ابزاری برای «بهبود تصویر خود» و پوشاندن جنایات بشردوستانه‌اش در سودان از طریق حمایت از نیروهای واکنش سریع به کار می‌گیرد. در همین حال، از گوترش و فقی خواسته شد که با فشار آوردن بر امارات برای پایان دادن به مداخله‌اش در درگیری سودان، از مردم سودان حمایت کنند.

### نیروهای نظامی
نیروهای مسلح سودان نیروهای نظامی منظم کشور سودان هستند و به پنج شاخه تقسیم می‌شوند: ارتش سودان، نیروی دریایی سودان (شامل تفنگداران دریایی)، نیروی هوایی سودان، گارد مرزی و نیروی دفاع امور داخلی که در مجموع حدود ۲۰۰٬۰۰۰ نفر نیرو دارند. ارتش سودان به نیرویی رزمی و مجهز بدل شده است؛ نتیجهٔ افزایش تولید داخلی تسلیحات سنگین و پیشرفته. این نیروها تحت فرمان مجلس ملی هستند و اصول راهبردی آن‌ها شامل دفاع از مرزهای خارجی سودان و حفظ امنیت داخلی است.
از زمان جنگ دارفور در سال ۲۰۰۴، حفظ دولت مرکزی در برابر مقاومت مسلحانه و شورش گروه‌های شبه‌نظامی مانند ارتش/جنبش آزادی‌بخش خلق سودان (SPLA)، ارتش آزادی‌بخش سودان (SLA) و جنبش عدالت و برابری (JEM) از اولویت‌های مهم بوده است. گرچه به‌طور رسمی اعلام نشده، ارتش سودان همچنین از شبه‌نظامیان عشایری—که برجسته‌ترین آن‌ها جنجوید است—برای اجرای جنگ ضدشورشی استفاده کرده است. در این درگیری‌های خشونت‌بار، بین ۲۰۰٬۰۰۰ تا ۴۰۰٬۰۰۰ نفر جان باخته‌اند.

#### دارفور

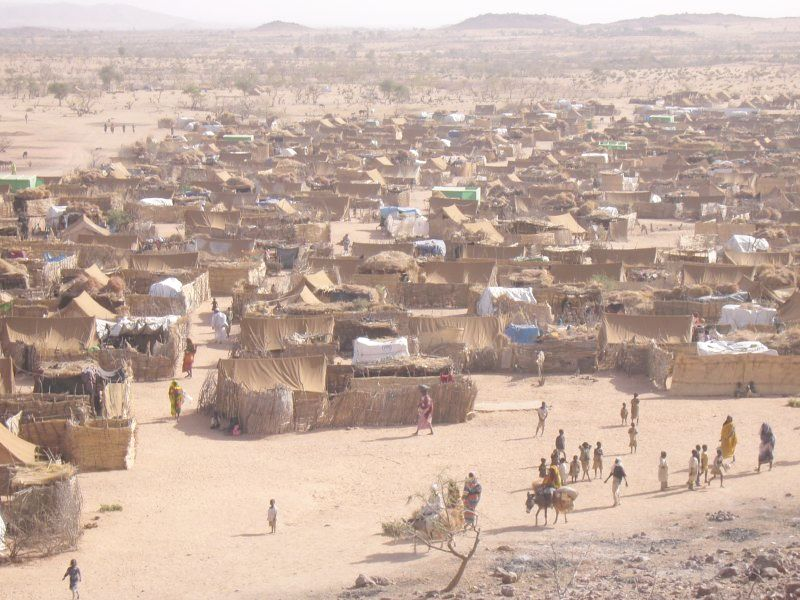
اردوگاه پناهندگان دارفور در چاد، ۲۰۰۵

نامه‌ای به تاریخ ۱۴ اوت ۲۰۰۶ از مدیر اجرایی دیده‌بان حقوق بشر بیان داشت که دولت سودان هم ناتوان از حفاظت شهروندان خود در دارفور است و هم تمایلی به انجام آن ندارد، و شبه‌نظامی‌های آن به ارتکاب جنایت علیه بشریت متهم‌اند. در این نامه افزوده شده بود که این نقض‌های حقوق بشری از سال ۲۰۰۴ وجود داشته‌اند. برخی گزارش‌ها بخشی از این نقض‌ها را به شورشیان و همچنین دولت و جنجوید نسبت می‌دهند. گزارش حقوق بشر وزارت خارجه ایالات متحده که در مارس ۲۰۰۷ منتشر شد، ادعا می‌کند که «همهٔ طرف‌های درگیری مرتکب نقض‌های جدی شدند، از جمله کشتار گستردهٔ غیرنظامیان، استفاده از تجاوز جنسی به‌عنوان ابزار جنگ، شکنجهٔ نظام‌مند، سرقت و به‌کارگیری کودک‌سربازان».
بیش از ۲٫۸ میلیون غیرنظامی آواره شده‌اند و شمار کشته‌شدگان حدود ۳۰۰٬۰۰۰ نفر برآورد می‌شود. هم نیروهای دولتی و هم شبه‌نظامیان متحد با دولت نه تنها به غیرنظامیان در دارفور بلکه به کارکنان سازمان‌های بشردوستانه نیز حمله می‌کنند. هواداران گروه‌های شورشی، روزنامه‌نگاران خارجی، فعالان حقوق بشر، فعالان دانشجویی و آوارگان در خارطوم و اطراف آن به‌طور خودسرانه بازداشت می‌شوند که برخی از آنان با شکنجه روبه‌رو هستند. گروه‌های شورشی نیز در گزارشی که دولت ایالات متحده منتشر کرد، به حمله به کارکنان بشردوستانه و کشتن غیرنظامیان بی‌گناه متهم شدند. بنا بر گزارش یونیسف، در سال ۲۰۰۸، در دارفور تا ۶٬۰۰۰ مورد استفادهٔ نظامی از کودکان وجود داشت.

#### آزادی مطبوعات
در دوران حکومت عمر البشیر (۱۹۸۹–۲۰۱۹)، رسانه‌های سودان آزادی اندکی در گزارش‌دهی داشتند. در سال ۲۰۱۴، رده‌بندی گزارشگران بدون مرز دربارهٔ آزادی مطبوعات، سودان را در جایگاه ۱۷۲ از میان ۱۸۰ کشور قرار داد. پس از برکناری البشیر در سال ۲۰۱۹، در دورهٔ کوتاهی از حکومت انتقالی غیرنظامی، تا حدی آزادی مطبوعات وجود داشت. با این حال، رهبران کودتای ۲۰۲۱ به سرعت این تغییرات را لغو کردند. گزارشگران بدون مرز در جمع‌بندی خود در سال ۲۰۲۳ دربارهٔ وضعیت آزادی مطبوعات در سودان نوشت: «این بخش به شدت قطبی شده است. منتقدان روزنامه‌نگار بازداشت شده‌اند و اینترنت به‌طور منظم قطع می‌شود تا جریان اطلاعات مسدود شود». سرکوب‌های بیشتری پس از آغاز جنگ داخلی رخ داد.

### سازمان‌های بین‌المللی در سودان
چندین نهاد سازمان ملل در سودان فعالیت می‌کنند، از جمله برنامهٔ جهانی غذا (WFP)، فائو (FAO)، برنامهٔ عمران ملل متحد (UNDP)، سازمان توسعهٔ صنعتی ملل متحد (UNIDO)، صندوق کودکان سازمان ملل (یونیسف)، کمیساریای عالی سازمان ملل متحد برای پناهندگان (UNHCR)، سرویس مین سازمان ملل (UNMAS)، دفتر هماهنگی امور بشردوستانهٔ سازمان ملل (OCHA) و گروه بانک جهانی. همچنین سازمان بین‌المللی مهاجرت (IOM) نیز در سودان حضور دارد.
از آن‌جا که سودان سال‌ها جنگ داخلی را تجربه کرده است، بسیاری از سازمان‌های غیردولتی نیز در تلاش‌های بشردوستانه برای کمک به آوارگان داخلی مشارکت دارند. این سازمان‌ها در سراسر سودان و به‌ویژه در بخش‌های جنوبی و غربی فعالیت می‌کنند. در طول جنگ داخلی، سازمان‌های غیردولتی بین‌المللی همچون صلیب سرخ عمدتاً در جنوب فعالیت می‌کردند، هرچند دفتر مرکزی آن‌ها در خارطوم بود. پس از آغاز جنگ در غرب سودان، یعنی دارفور، توجه سازمان‌های غیردولتی به آن منطقه معطوف شد. برجسته‌ترین سازمان در سودان جنوبی کنسرسیوم Operation Lifeline Sudan (OLS) بود. برخی سازمان‌های بین‌المللی بازرگانی، سودان را بخشی از شاخ آفریقا طبقه‌بندی می‌کنند.
اگرچه بیشتر سازمان‌های بین‌المللی عمدتاً در سودان جنوبی و منطقهٔ دارفور متمرکز هستند، برخی از آن‌ها در شمال نیز فعال‌اند. به عنوان نمونه، سازمان توسعهٔ صنعتی ملل متحد با موفقیت در خارطوم فعالیت می‌کند. این سازمان که عمدتاً توسط اتحادیهٔ اروپا تأمین مالی می‌شود، به‌تازگی مراکز بیشتری برای آموزش‌های حرفه‌ای افتتاح کرده است. آژانس توسعهٔ بین‌المللی کانادا نیز عمدتاً در شمال سودان فعالیت دارد.

## مردم

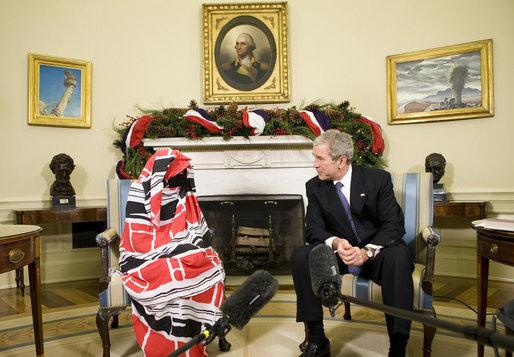
حلیمه بشیر روزنامه‌نگار اهل سودان و جرج بوش رئیس‌جمهور پیشین ایالات متحده

هماهنگ با تازه‌ترین برآورد، جمهوری سودان بیش از ۴۳٫۷ میلیون نفر جمعیت دارد که ۴۵ درصد از آن‌ها زیر ۱۴ سال، ۵۳ درصد بین ۱۵ تا ۶۵ سال و ۲ درصد بقیه بیشتر از ۶۵ سال سن دارند.
نرخ رشد سالانه جمعیت سودان ۲٫۴٪ درصد است. این کشور به ازای هر هزار نفر از جمعیت خود ۵۸/۳۴ نفر نرخ زاد و ولد، ۲۸/۱۲ نفر نرخ مرگ و میر و ۷/۰ نفر نرخ کوچ کردن دارد. امید به زندگی در بین مردان سودانی به ۶۴ سال و در زنان این کشور به ۶۸ سال می‌رسد.
از سوی دیگر ۵۲ درصد از ساکنان کشور سودان پیش از جدا شدن سودان جنوبی، از نژاد سیاه‌پوستان آفریقایی، ۳۹ درصد عرب و ۸ درصد از نژاد قبیله «بجا» بودند اما امروزه بیشتر مردم سودان از نژاد عرب سودانی هستند. اما در بعضی بخش‌های جنوبی و همچنین در دارفور، اکثریت با نژاد سیاه است.
| دین در سودان | دین در سودان | دین در سودان | دین در سودان | دین در سودان |
| ------------ | ------------ | ------------ | ------------ | ------------ |
| دین          | دین          |              | درصد         | درصد         |
| مسلمان       | مسلمان       |              | ۹۷٪          | ۹۷٪          |
| مسیحی        | مسیحی        |              | ۳٪           | ۳٪           |

مسلمانان ۹۷ درصد، و ۳ درصد باقی‌مانده را پیروان ادیان محلی آنیمیست و مسیحیان و قبطی‌ها تشکیل می‌دهند. همچنین اقلیتی از پیروان مذهب شیعه دوازده‌امامی در شهرهای خارطوم، ام درمان، شندی، ابوزبد، پورت سودان و دیگر استان‌های این کشور زندگی می‌کنند.
بیشتر مسلمانان سودان، مالکی مذهب و بخش زیادی از آنان تابع مذهب‌های تصوف و مقید به آداب و رسوم آنان هستند. انبوه مکتب‌خانه‌های قرآنی که به کودکان خردسال خواندن و حفظ قرآن را با همان لوح‌های چوبی قدیم آموزش می‌دهند از ویژگی‌های جامعه سنتی و مذهبی سودان به‌شمار می‌آید.
عربی، زبان رسمی سودان است و زبان انگلیسی زبان دوم به‌شمار می‌آید.
دست کم ۵۹٫۹٪ از مردان و ۴۴٫۹٪ از زنان بالای ۱۵ سال سودان باسوادند. جنگ‌های خونین سودان با همسایگان و درگیری‌های داخلی این کشور از پیشرفت امکانات و بهداشت در این کشور جلوگیری کرده است. این کشور در چند سال گذشته از داشتن خوراک و بهداشت، بی‌بهره بوده است.

### اقوام

جمعیت عرب ۷۰ درصد کل کشور برآورد شده است. آنها تقریباً کاملاً مسلمان هستند و عمدتاً به عربی سودانی صحبت می‌کنند. قومیت‌های دیگر عبارتند از بجا، خز، نوبی‌ها، ارمنی‌ها و قبطی‌ها.
گروه‌های غیر عرب شامل بجا (بیش از ۲ میلیون)، خز (بیش از ۱ میلیون)، نوبا (تقریباً ۱ میلیون)، مورو، ماسالیت، بورنو، تاما، فولانی، هاوسا، سونگهای، نوبی‌ها، برتا، زاگاوا، نییمانگ، اینگسانا، داجو، کوالیب، گوموز، میدوب و تاگال هستند. هاوسا به عنوان یک زبان تجاری استفاده می‌شود. حدود ۱۰۰ هزار نفر مردم کرد ساکن سودان هستند، یک جامعه کوچک ۱۵۰ نفری یونانی در سودان نیز وجود دارد.
اعراب سودانی شمال و شرق سودان ادعا می‌کنند که عمدتاً از مهاجران شبه جزیره عربستان و ازدواج‌های مختلط با جمعیت‌های بومی هستند. مردم نوبی تاریخ مشترکی با نوبی‌ها در جنوب مصر دارند. اکثر قبایل عرب در سودان در قرن دوازدهم به سودان مهاجرت کردند، با مردم بومی نوبی و دیگر جمعیت‌های آفریقایی ازدواج کردند و به تدریج اسلام را معرفی کردند. قبایل عرب پیش از اسلام از مهاجرت‌های قبلی به منطقه از غرب عربستان وجود داشته‌اند.

### زبان
تقریباً ۷۰ زبان بومی در سودان هستند. سودان دارای زبان اشاره منطقه ای است که قابل درک نیست. پیشنهادی در سال ۲۰۰۹ برای یک زبان اشاره سودانی یکپارچه کار شده بود.
پیش از سال ۲۰۰۵، عربی تنها زبان رسمی کشور بود. در قانون اساسی ۲۰۰۵، زبان رسمی سودان عربی و انگلیسی شد. نرخ باسوادی ۷۰٫۲ درصد از کل جمعیت، مرد: ۷۹٫۶ درصد، زن: ۶۰٫۸ درصد است.

## اقتصاد
جنگ‌های داخلی، ناپایداری دیرین دستگاه سیاسی، ویژگی‌های بد آب‌وهوایی، پایین بودن ارزش کالاهای تولیدی در بازار جهانی و سیاست‌های نادرست اقتصادی از عمده دلایل تنگ‌دستی اقتصادی سودان به‌شمار می‌روند. کم و بیش ۸۰ درصد از نیروی کار این کشور در بخش کشاورزی کار می‌کنند ولی این بخش بیشتر غیرمکانیزه و پیشرفت چندانی نداشته است. صنایع سرپای سودان نیز بیشتر در زمینه فرآوری و تبدیل فراورده‌های کشاورزی ایجاد شده‌اند.
سودان کشوری با اقتصاد نفتی بود و از درآمدهای نفتی، برای رشد اقتصادی بهره می‌برد تا اینکه سودان جنوبی، از این کشور جدا شد و ۷۵ درصد از منابع نفتی سودان را گرفت. گوشه‌گیری کشور سودان در جهان، آسیب‌های فراوانی به اقتصاد این جمهوری وارد کرده است. ولی دولت این کشور به تازگی تصمیم گرفته تا با استفاده از الگوهای خارجی به بهبود بخش نفت بپردازد.

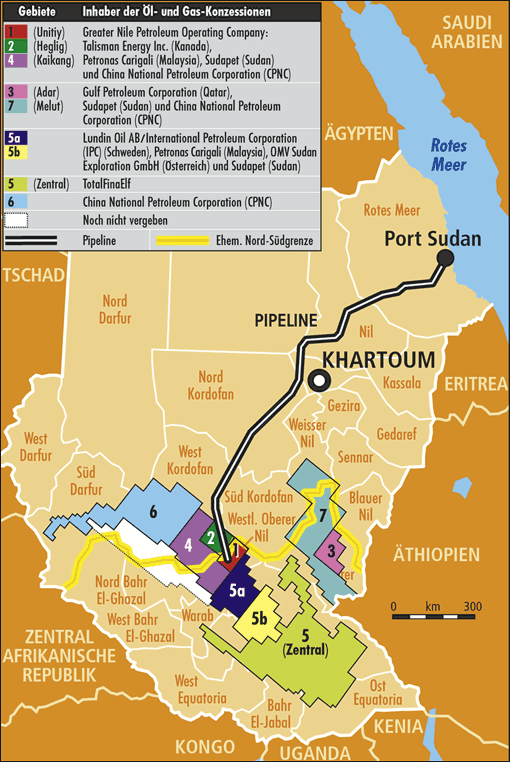
امتیازهای نفت و گاز در سودان - ۲۰۰۴.

میزان تولید ناخالص داخلی سودان در سال ۱۹۹۹ به ۴/۱۱ میلیارد دلار رسید که دست کم ۴۱ درصد از آن مربوط به بخش کشاورزی، ۱۷ درصد مربوط به بخش صنعت و ۴۲ درصد مربوط به بخش خدمات است. نرخ رشد تولید ناخالص داخلی این کشور در پایان سال ۱۹۹۹ میلادی به ۴ درصد رسید، درحالی که میانگین نرخ یاد شده در میان سال‌های ۱۹۹۰ تا ۱۹۹۸ (۹۵/۲-) درصد بود.
سودان کشور تهی‌دستی است. به‌طوری‌که درآمد سرانه ملی آن به تازگی از ۳۲۰ دلار فراتر نرفته است و دست کم ۴۷ درصد از مردم آن در زیر خط فقر زندگی می‌کنند. نرخ تورم این کشور کم و بیش ۲۰ درصد است و شاخص بهای کالا و خدمات مصرفی آن رشدی برابر با ۱۶ درصد در سال دارد. سودان نزدیک به ۱۲ میلیون تَن نیروی کار دارد و نرخ بیکاری آن بیش از ۴۰ درصد است.
سودان، گنجایش تولید یک میلیارد و ۸۱۵ میلیون کیلووات ساعت انرژی الکتریکی دارد و دارای اندوخته‌های سرشار از سنگ آهن، نفت، مس، کروم، روی، تنگستن، میکا، نقره و طلاست. تولید طلای سودان در آستانه سال ۲۰۰۰ میلادی به حدود ۵ تُن در سال رسید. پارچه، سیمان، فراورده‌های نفتی، شکر، صابون، و کفش، مهم‌ترین تولیدات صنعتی سودان هستند. بیشترِ فراورده‌های کشاورزی این سرزمین، پنبه، ارزن، خرما و سبزیجات هستند.
در سال ۱۹۹۳ رئیس‌جمهور آمریکا، بیل کلینتون، سودان را در لیست کشورهای حامی تروریسم قرار داد و سه سال بعد یک رشته اقدامات از جمله منع (انتقال فناوری، فروش قطعات یدکی و به ویژه - و از همه دشوارتر- تحریم معاملات بانکی بین‌المللی به دلار) را به تصویب کنگره رساند؛ امری که صدمه سنگینی به اقتصاد سودان وارد کرد. با این همه خارطوم توانست به دلیل رونق قیمت نفت و سرمایه‌گذاری چین از سال ۱۹۹۹ در این زمینه، کمابیش به اموراتش ادامه دهد. مشارکت پکن، اکتشافات را توسعه داده و به خصوص با ساخت لوله‌های نفت که منطقهٔ میدان‌های نفتی در بندر سودان را به هم مرتبط می‌کرد، طی پانزده سال، توانست سرمایه‌گذاری گسترده‌ای در سودان بکند (بیش از ۱۴ میلیارد دلار- ۸٬۱۱ میلیارد یورو) این کشور تا سال ۲۰۱۰ روی طلای سیاه زندگی می‌کرد تا زمانی که جنوب سودان، منطقه‌ای که ۹۰٪ ذخایر نفتی در آن قرار گرفته، پس از برگزاری یک همه‌پرسی بین‌المللی از سودان جدا شد.
سودان در سال ۱۹۹۹ بالغ بر ۵۸۰ میلیون دلار کالا به خارج فرستاد که بیشتر شامل پنبه، کنجد و دام‌های اهلی بود. عربستان سعودی، ایتالیا، آلمان، مصر، فرانسه، ژاپن، و چین بزرگ‌ترین خریداران کالا از سودان هستند.
این کشور همچنین در سال ۱۹۹۹ میلادی بیش از ۴/۱ میلیارد دلار کالا خرید که بیشتر شامل مواد خوراکی، فراورده‌های نفتی، کالاهای صنعتی، ماشین آلات و ماشین‌های ترابری، دارو و دستگاه‌های پزشکی، پوشاک و پارچه بود. چین، فرانسه، بریتانیا، آلمان، ژاپن، هلند و کانادا در ردیف عمده‌ترین صادرکنندگان کالا به سودان قرار دارند.
سودان نزدیک به ۲۴ میلیارد دلار بدهی خارجی دارد که دست کم ۵/۷ میلیارد دلار از آن کوتاه مدت است. واحد پول سودان «جنیه» است و پس از جدایی جنوب از شمال و از دست دادن منابع نفتی و جنگلی، نرخ تورم در این کشور افزایش زیادی داشته و هر دلار آمریکا کم و بیش با ۵/۵ جنیه سودان خریداری می‌شود. (نرخ برابری ژوئن۲۰۱۱)

## ارتباطات

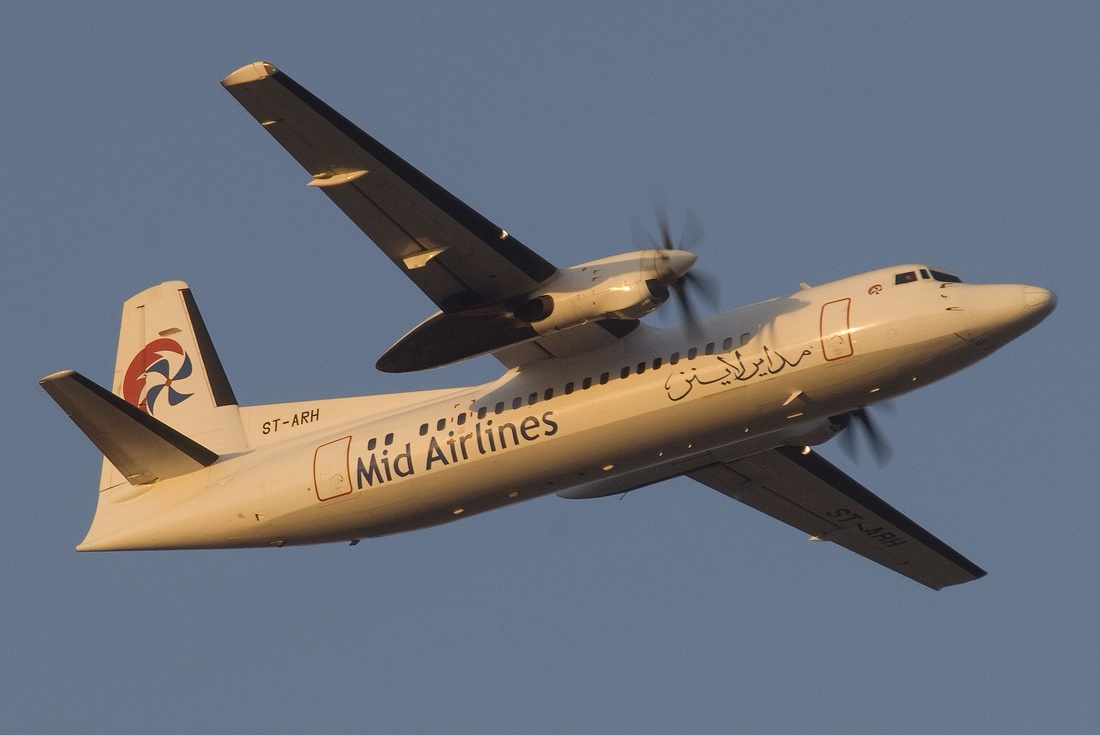
هواپیمای شرکت مید ایرلاینز در سودان

در سودان بیش از پانصد هزار شماره تلفن ثابت و میلیون‌ها شماره تلفن همراه وجود دارد. مردم این جمهوری امواج ۱۲ ایستگاه رادیویی (AM)، یک ایستگاه رادیویی (FM) و یک ایستگاه رادیویی با طول موج کوتاه را دریافت می‌کنند و برنامه‌های تلویزیون سودان از راه ۳ شبکه دولتی در سراسر کشور پخش می‌شود.
از نظر ویژگی ترابری و راه‌های رفت‌وآمد نیز نزدیک به ۵۳۱۱ کیلومتر راه‌آهن، ۱۱ هزار و ۹۰۰ کیلومتر جاده اصلی و فرعی، ۵۳۱۰ کیلومتر راه آبی، ۷ بندر ماهی‌گیری و بازرگانی، ۶۱ فرودگاه بزرگ و کوچک در سودان وجود دارد که تنها یک فرودگاه از آن‌ها توانایی پذیرش هواپیماهای پهن پیکر را داراست.
مهم‌ترین بندر این کشور پورت سودان است.